# Nissan Bluebird
Der Nissan Bluebird (ursprünglich Datsun Bluebird) ist ein von 1957 bis 2001 gebauter PKW der Mittelklasse des japanischen Automobilherstellers Nissan.
Die Konkurrenz zwischen dem Datsun Bluebird und dem Toyota Corona zwischen 1959 und 1967 wird als BC war bezeichnet. Dabei war Nissan stärker auf Technologie fokussiert, während Toyota den Schwerpunkt auf Marketing und später durch Qualitätszirkel auch auf Zuverlässigkeit legte. Es werden ein erster und ein zweiter BC war unterschieden.
Der erste begann 1959 und endete mit einer Niederlage Toyotas. Der zweite begann 1963 und endete 1966 mit einer Niederlage Nissans, als Toyota seinen Konkurrenten auf den Exportmärkten überholte.
Der Datsun Bluebird wurde ab Anfang 1973 auch in Deutschland angeboten und Ende 1983, durch die Einstellung der Marke Datsun im Export, zum Nissan Bluebird, der im Herbst 1990 vom Nissan Primera abgelöst wurde. Danach gab es in Deutschland keinen weiteren Nissan-PKW, der den Namen „Bluebird“ trug. In anderen Ländern gab es jedoch noch weiterhin Fahrzeuge, die unter dem Namen „Bluebird“ angeboten wurden.
Im Sommer 2001 wurde der Name auf dem japanischen Heimatmarkt, wie zuvor schon im Export, aufgegeben; dort gibt es aber seit einiger Zeit den Nissan Bluebird Sylphy, der den Namen fortführt. In Taiwan hingegen wird das Modell noch weiterhin als Bluebird angeboten und dort von der Yulon Motor Company hergestellt. Anfangs wurde das Modell dort unter dem eigenen Markennamen Yue Loong gebaut und war dort eines der erfolgreichsten Modelle. Dennoch wurde das Modell 1971 für die nächsten acht Jahre durch ein anderes Modell, den Yue Loong VIP Brougham ersetzt. Das erste dort unter Nissan-Markennamen angebotene Bluebird-Modell kam 1992 auf den Markt. Für die Yulon-gefertigten Modelle werden andere Generationsbezeichnungen verwendet, die sich aus dem Zahlenanhang des Namens sowie der vorangestellten Abkürzung des Herstellernamens, also YLN, ergeben.

## Übersicht
Im Laufe der Zeit gab es folgende Bauserien:
- Bluebird 210 (1957–1961): Viertürige Limousine, 1000 cm3, 34 SAE-PS.
- Bluebird 310 (1959–1963): Limousine, 1,2 Liter Hubraum, 48 SAE-PS.
- Bluebird 410/411 (1963–1967): Limousine, 1,2 oder 1,3 Liter, ab 1964 Sportausführung Bluebird SS, ab 1965 Bluebird SSS.
- Bluebird 510 (1967–1972): Limousine, Coupé und Kombi, Hubraum 1,3 bis 1,6, später 1,4 bis 1,8 Liter. Sehr erfolgreich in den USA, Bezeichnung dort Datsun 510, in anderen Märkten 180B/200B oder Datsun 1600. Erster in Deutschland erhältlicher Bluebird.
- Bluebird 610 (1971–1976): Limousine, Coupé und Kombi, Hubraum 1,6 bis 2 Liter. Bezeichnung in Japan Bluebird-U, in Europa Datsun 160B/180B.
- Bluebird 810 (1976–1979): Limousine, Coupé und Kombi, Hubraum 1,6 bis 2 Liter. Bezeichnung im Export Datsun 160B/180B/200B. Vom 610 abgeleitet.
- Bluebird 910 (1979–1983): Limousine, Coupé und Kombi, Hubraum 1,6 bis 2 Liter. Erster in Deutschland erhältlicher Bluebird.
- Bluebird U11 (1983–1986): Limousine, Coupé und Kombi (in Japan auch viertürige Hardtop-Limousine), Frontantrieb, Hubraum 1,6 bis 2 Liter.
- Bluebird T12/T72 (1985–1991): Limousine und Hardtop-Limousine, Frontantrieb, 1,6 bis 2,4 Liter; eigentlich ein Nissan Auster.
- Bluebird U12 (1987–1991): Limousine, Hardtop-Limousine und Kombi, kein Export nach Europa.
- Bluebird U13 (1991–1997): Limousine und Hardtop-Limousine (Bluebird ARX), Frontantrieb, 1,6 bis 2 Liter, kein Europa-Export.
- Bluebird U14 (1996–2001): Limousine, Frontantrieb, 1,8 bis 2 Liter, kein Europa-Export.

## Datsun 210 (Bluebird; 1957–1961)
Der Mitte 1957 eingeführte Datsun 210 war der Nachfolger des Datsun 110. Der 3,80 Meter lange, 930 kg schwere Viertürer besaß einen Einliter-Vierzylinder mit seitlicher Nockenwelle und 34 SAE-PS, dazu vordere und hintere Starrachse und Trommelbremsen rundum. Er wurde bereits ab 1958 in den USA und anderen Exportmärkten als Datsun 1000 angeboten; im ersten Jahr wurden in den USA 52 Exemplare abgesetzt.
Als Datsun 114 wurde ab Oktober 1957 eine kostengünstigere Variante des 210 angeboten. sie hatte einen anderen Kühlergrill und den alten 860-cm³-Nissan-D10-Motor mit 19 kW (25 PS) aus dem Datsun 110. Ab Oktober 1958 wurde der Datsun 211 gebaut, der den 210 mit einer größeren Heckscheibe und leicht überarbeiteter Front ablöste. Als Datsun 115 mit dem gleichen Motor, jedoch mit 20 kW (27 PS) löste er den 114 ab. Besonders ausgestattete Versionen des 210 und 211 wurden als Datsun Bluebird bezeichnet.
Ab Frühjahr 1959 wurde das Modell im Heimatmarkt dann Bluebird genannt.

## Datsun Bluebird (PL 310, 1959–1963)
Ab Mitte 1959 ergänzte der nun auch offiziell Datsun Bluebird genannte PL310 das Modellprogramm. Er war etwas größer als der weitergebaute PL210 (Radstand + 6 cm, Länge + 3 cm) und wurde von einem 1,2 Liter großen OHV-Vierzylinder mit 48 SAE-PS angetrieben. Da die Maschine etwas elastischer war als der Einliter des 1000, bestückte Datsun den Bluebird mit einem Drei- statt einem Vierganggetriebe, ferner erhielt er eine vordere Einzelradaufhängung über Dreieckslenker. Außer der viertürigen Limousine wurden auch ein dreitüriger Kombi und ein Pick-up angeboten.

## Datsun Bluebird (PL 410 / PL 411, 1963–1967)
Der PL410 wuchs in den Abmessungen wiederum um einige Zentimeter (Länge rund 4 Meter) und erhielt einen stärkeren 1,2-Liter-Motor (55 bis 60 SAE-PS). Im Angebot standen viertürige Limousine und fünftüriger Kombi wahlweise mit 3- oder 4-Gang-Schaltgetriebe und blattgefederter hinterer Starrachse. Ein kleines Facelift im Jahr 1965 bescherte dem Bluebird die Typnummer PL 411.

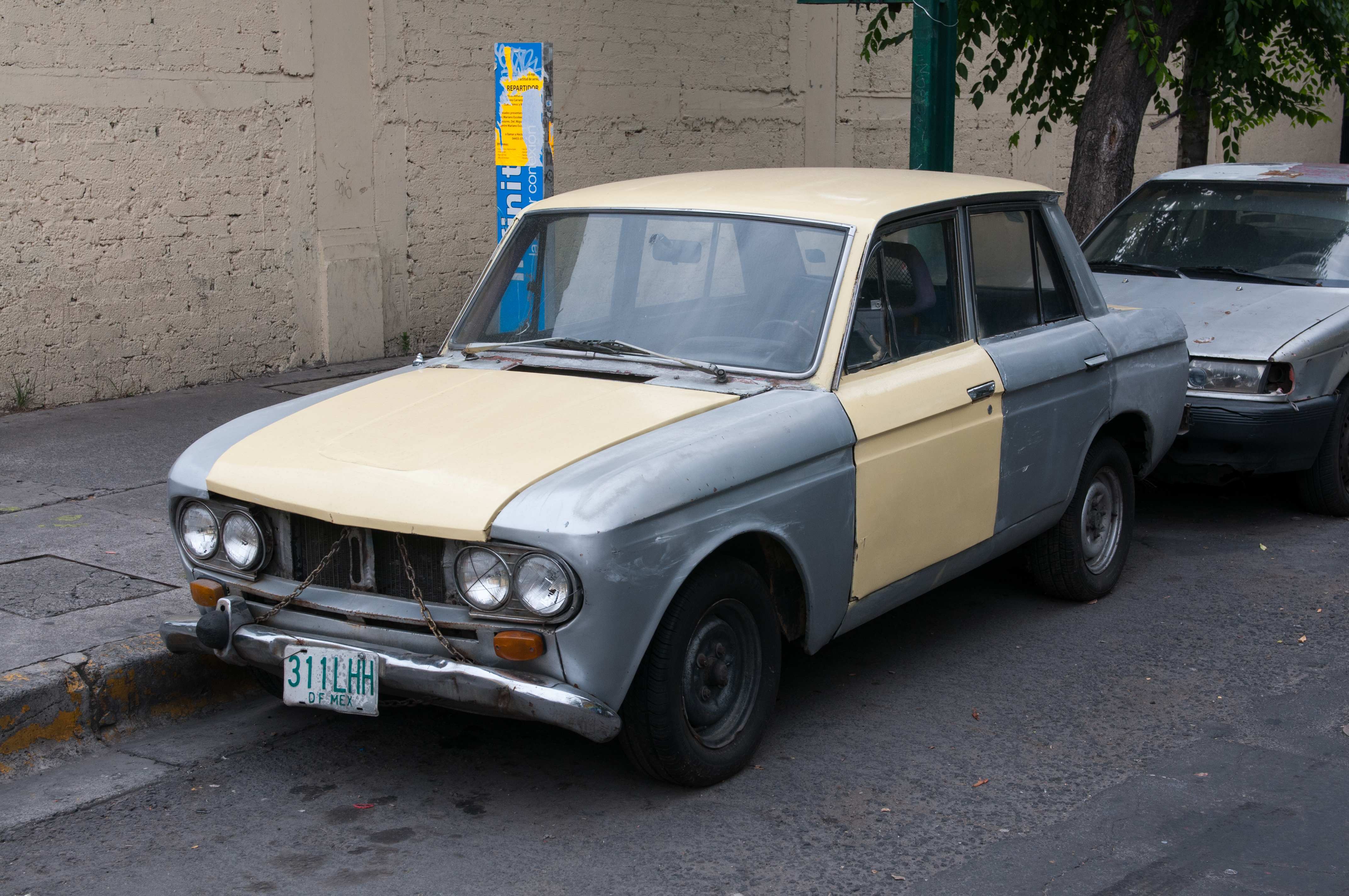
Datsun Bluebird 410 in Mexico, D. F. 2015

## Datsun Bluebird (PL 510, 1967–1972)
Einen großen Fortschritt bedeutete der Bluebird der Baureihe PL 510 (in den USA Datsun 510 genannt). Ihn gab es als Limousine, Kombi und erstmals auch als Coupé, dazu erhielt er vordere Scheibenbremsen, unabhängig an Schräglenkern aufgehängte Hinterräder und den 1,6-Liter-Vierzylinder mit obenliegender Nockenwelle aus dem Sportwagen Datsun Fairlady mit 71 kW (96 PS), dazu ein Vierganggetriebe oder auf Wunsch eine Dreigangautomatik. Auf einigen Märkten wurde eine 81 kW (110 SAE-PS) starke Sportvariante namens Bluebird SSS angeboten.

Insbesondere in den USA erlangte diese Bluebird-Generation als kleine Sportlimousine erheblichen Anklang. In Deutschland bot der neu gegründete Nissan-Importeur 1972/73 den PL 510 unter der Bezeichnung Datsun 1600 deLuxe (59 kW/80 PS) ausschließlich als Limousine für DM 8890 (entspricht heute etwa €17.266,73) an. In Australien dagegen wurde das Modell in allen Modellvariante als Datsun 1600 verkauft.

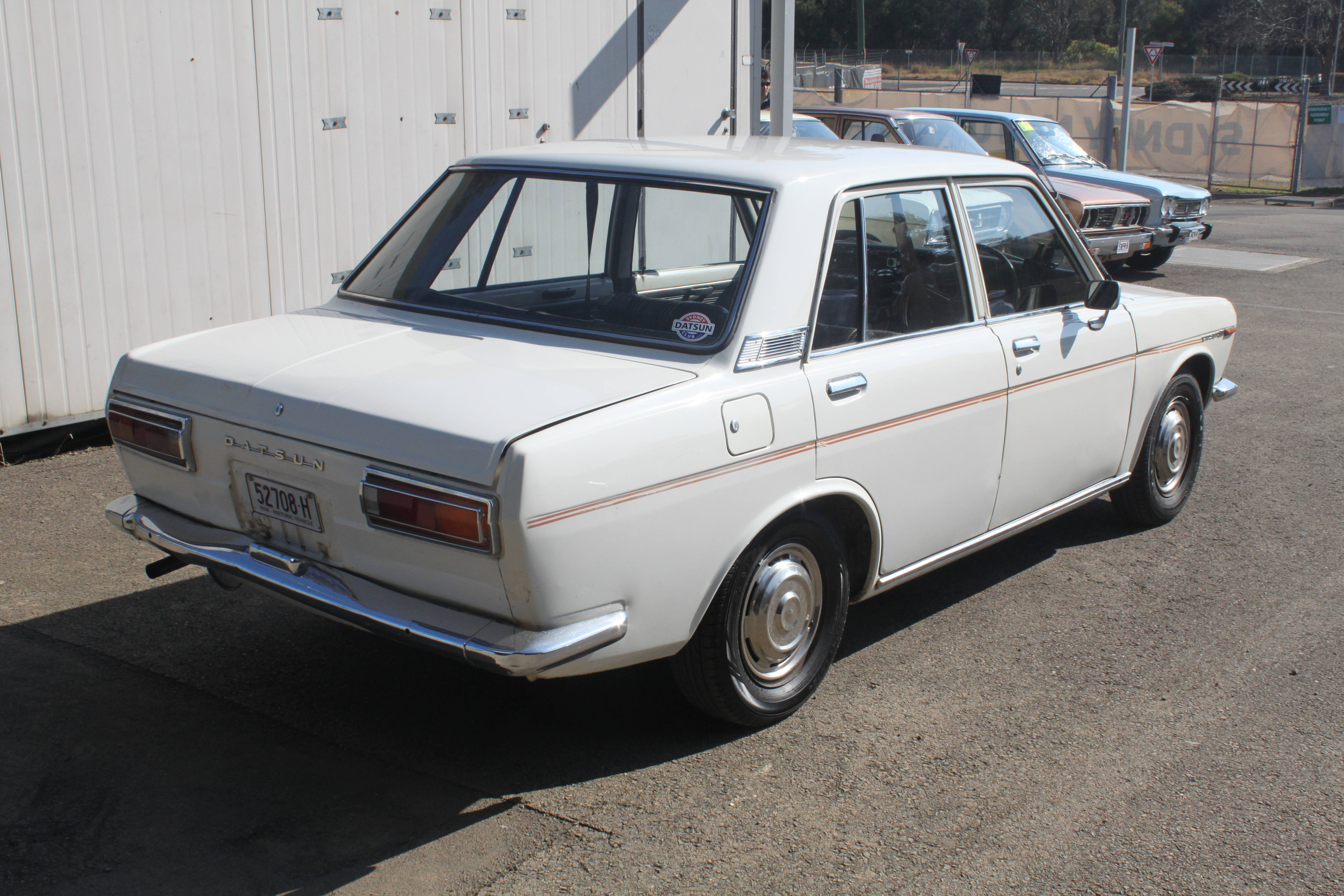
Heckansicht Limousine
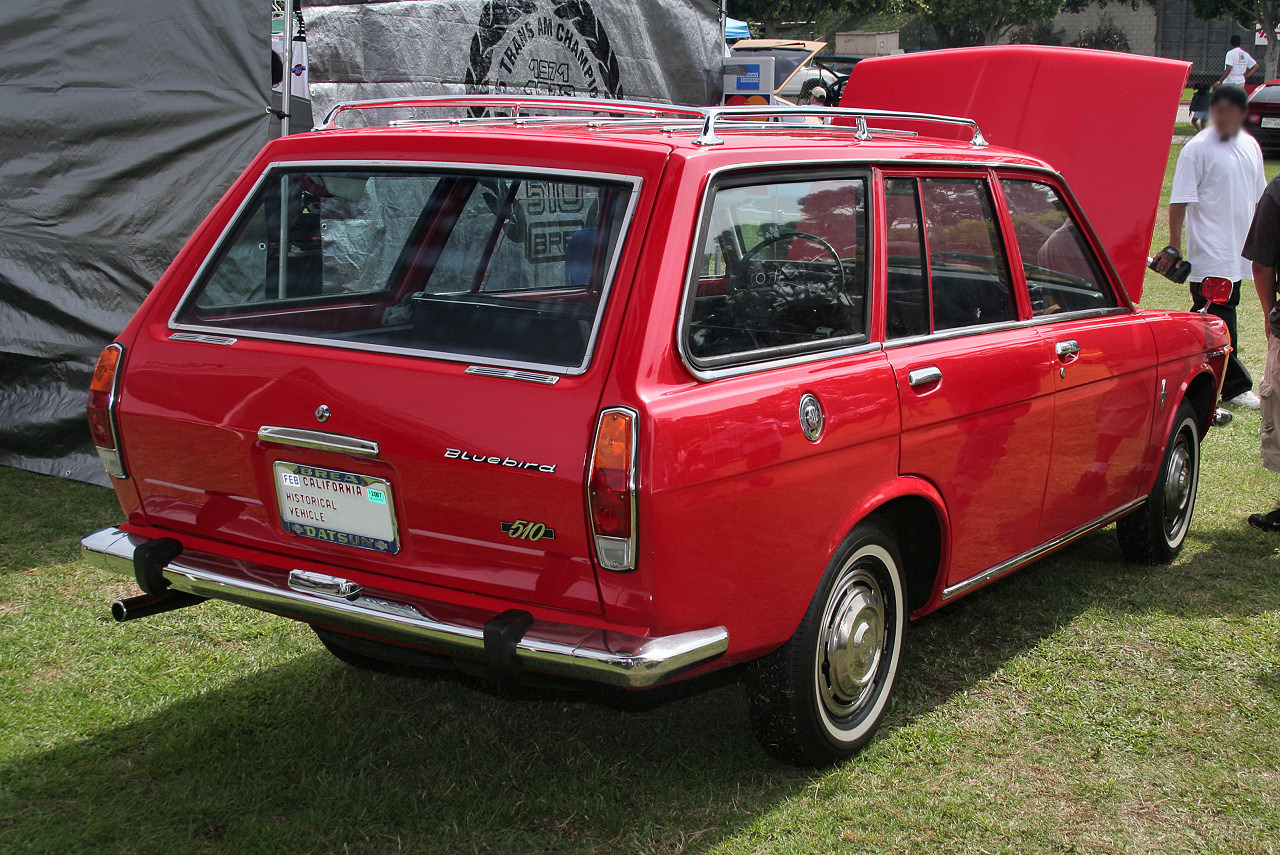
Heckansicht Kombi

## Datsun Bluebird (PL 610, 1971–1976)
Auf den betont schlicht und kantig gestalteten PL 510 folgte im Sommer 1971 der PL 610 (im Export Datsun 1600, Datsun 160, Datsun 180B und in den USA Datsun 610 genannt) mit rundlicher Karosserie im amerikanischen Stil, der als Limousine, Coupé und Kombi mit 1,6- und 1,8-Liter-Vierzylindermotoren in einer Vielzahl von Varianten angeboten wurde.

In Deutschland gab es den PL610 ab Anfang 1973 unter der Bezeichnung Datsun 180B (Limousine/Kombi) und 180B SSS (Coupé) mit 1,8 Litern Hubraum (65 kW/88 PS, Coupé 66 kW/89 PS) zu Preisen von DM 9850 bis 10.990. Im Herbst 1975 erfolgte ein Facelift mit Änderungen an Kühlergrill, Heckleuchten und Innenraum, das Coupé erhielt ein Fünfganggetriebe.

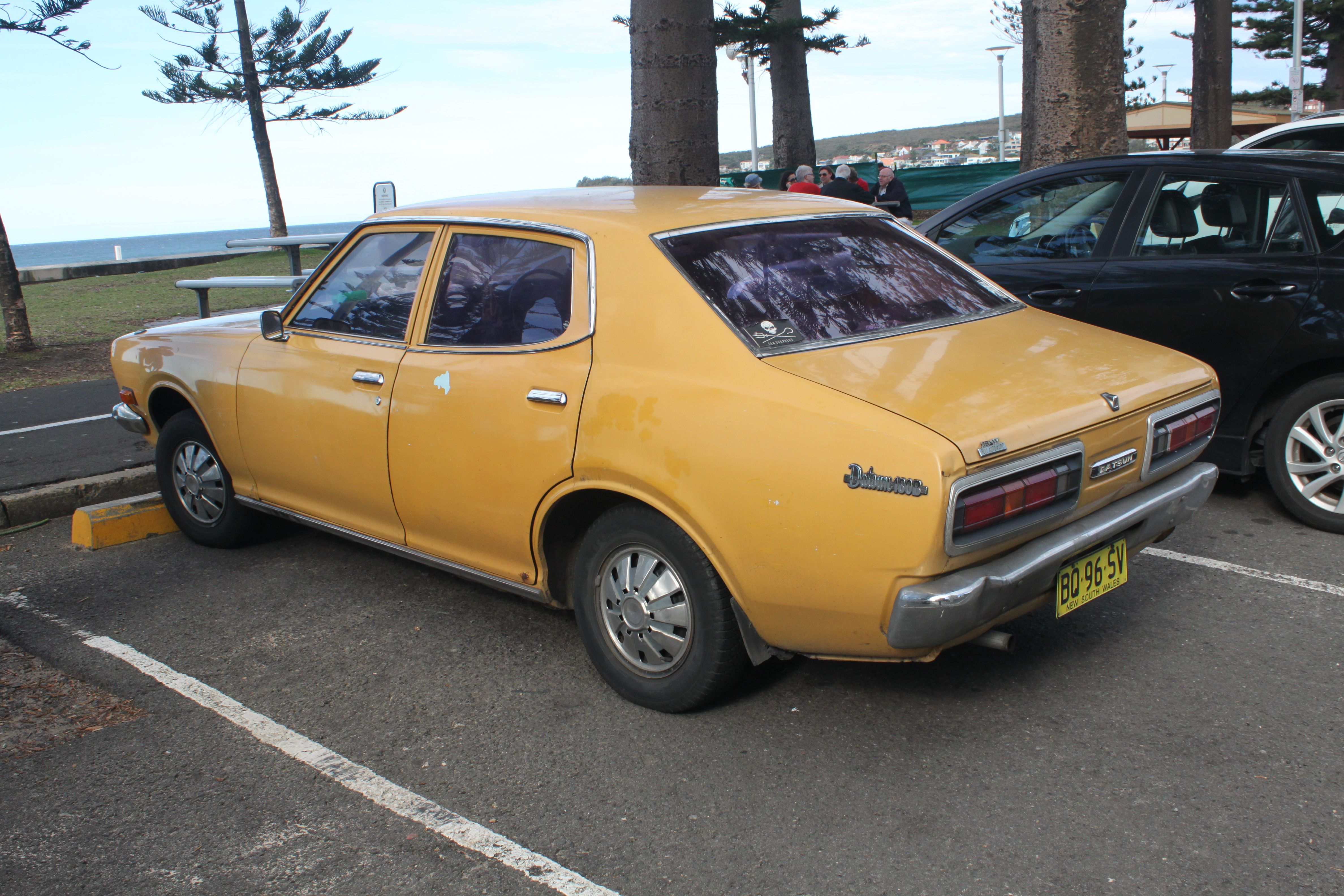
Heckansicht Limousine (180B)
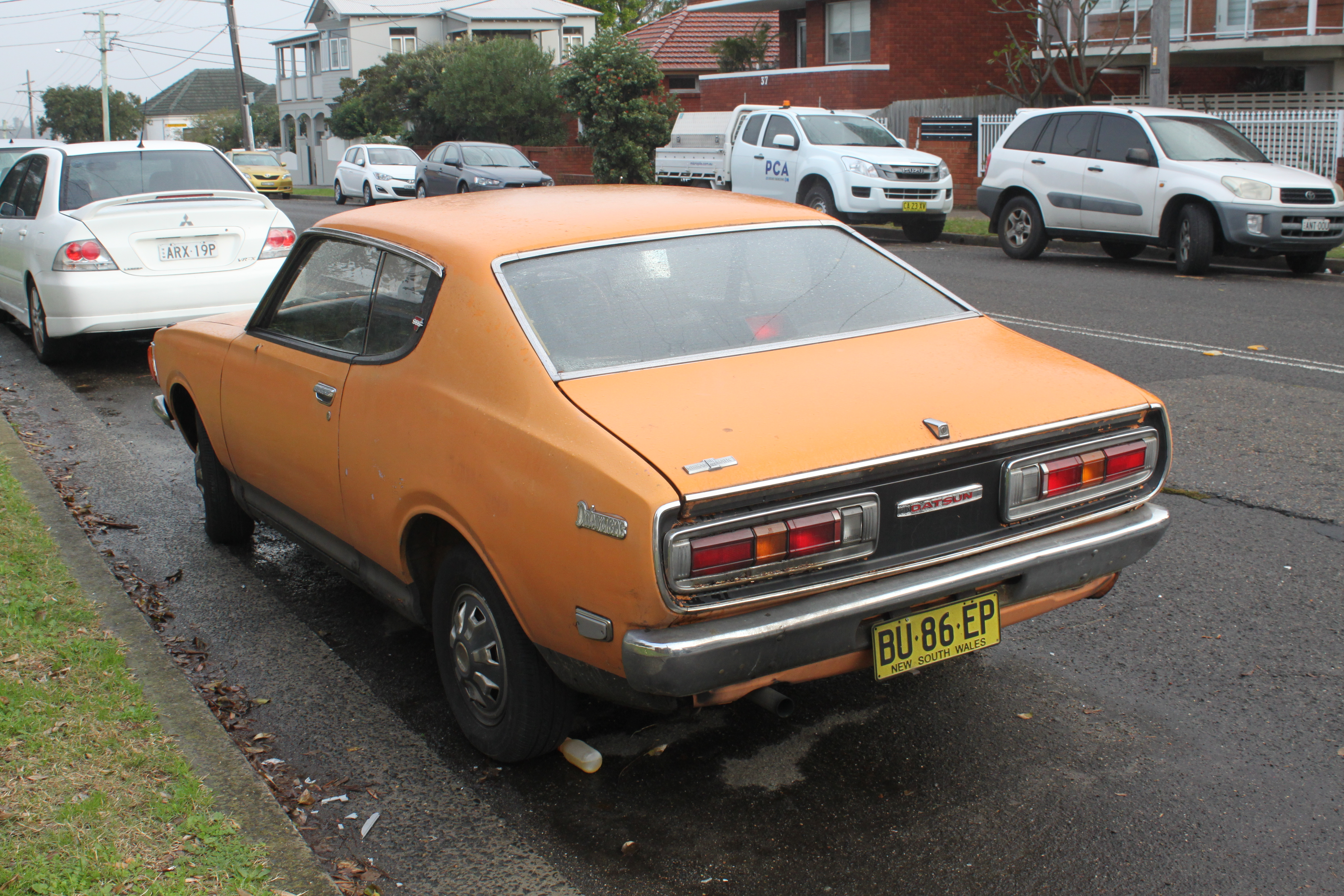
Heckansicht Coupé (180B)
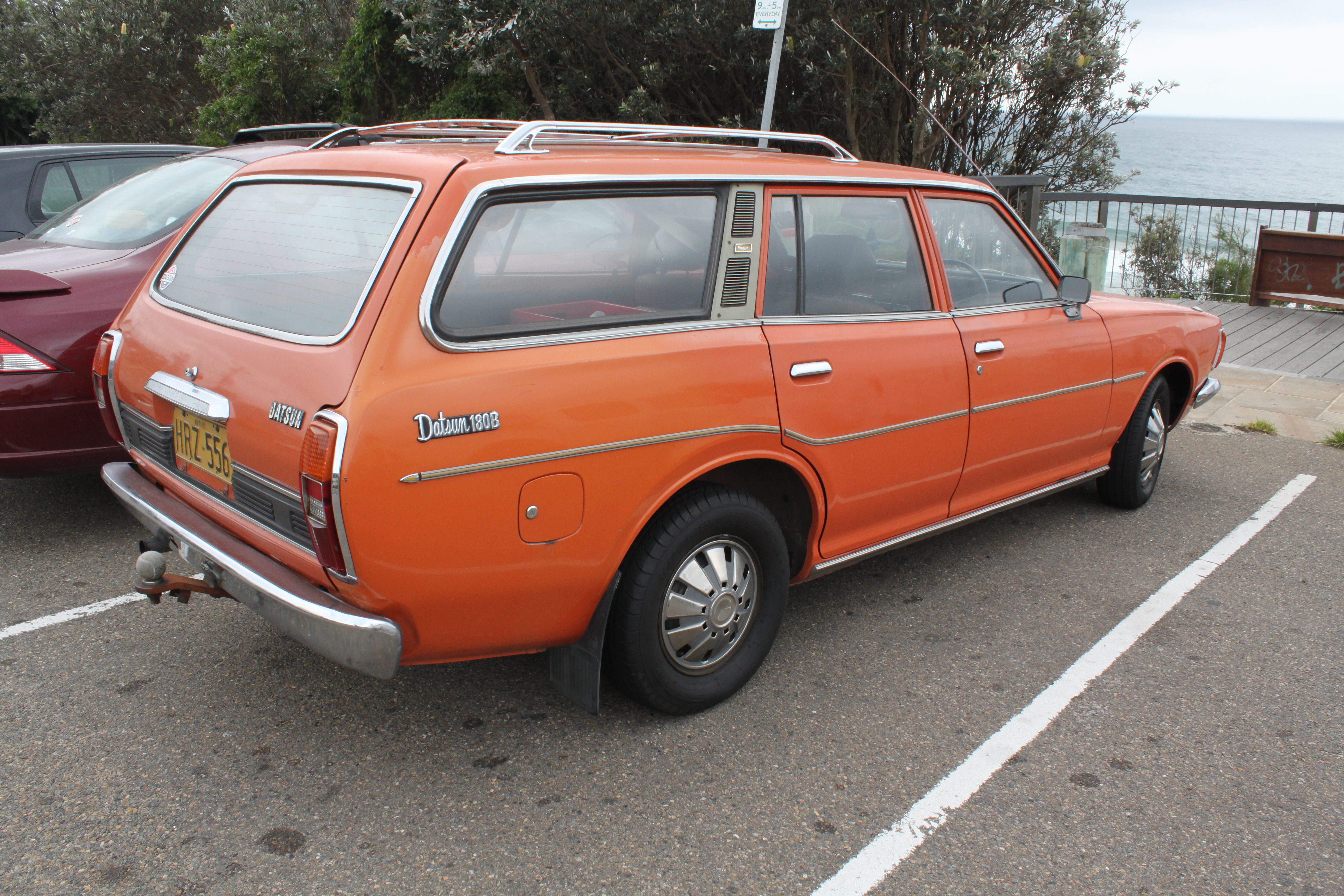
Heckansicht Kombi (180B)

| Technische Daten Datsun Bluebird 1957–1973 | Technische Daten Datsun Bluebird 1957–1973 | Technische Daten Datsun Bluebird 1957–1973 | Technische Daten Datsun Bluebird 1957–1973                                                       | Technische Daten Datsun Bluebird 1957–1973                                                       | Technische Daten Datsun Bluebird 1957–1973                                                       | Technische Daten Datsun Bluebird 1957–1973                                                       | Technische Daten Datsun Bluebird 1957–1973                                                       | Technische Daten Datsun Bluebird 1957–1973                                                       | Technische Daten Datsun Bluebird 1957–1973                                                       | Technische Daten Datsun Bluebird 1957–1973                                                       | Technische Daten Datsun Bluebird 1957–1973                                                       | Technische Daten Datsun Bluebird 1957–1973                                                       |
| Datsun Bluebird:                           | 310 (1960)                                 | PL310 (1960)                               | 410 (1963)                                                                                       | 510/1,3 (1967)                                                                                   | 510/1,6 (1969)                                                                                   | 510 SSS (1969)                                                                                   | 610/1,6 (1973)                                                                                   | 610/1,6 SSS (1973)                                                                               | 610/1,6 SSS – E (1973)                                                                           | 610/1,8 (1973)                                                                                   | 610/1,8 SSS (1973)                                                                               | 610/1,8 SSS – E (1973)                                                                           |
| ------------------------------------------ | ------------------------------------------ | ------------------------------------------ | ------------------------------------------------------------------------------------------------ | ------------------------------------------------------------------------------------------------ | ------------------------------------------------------------------------------------------------ | ------------------------------------------------------------------------------------------------ | ------------------------------------------------------------------------------------------------ | ------------------------------------------------------------------------------------------------ | ------------------------------------------------------------------------------------------------ | ------------------------------------------------------------------------------------------------ | ------------------------------------------------------------------------------------------------ | ------------------------------------------------------------------------------------------------ |
| Motor:                                     | 4-Zylinder-Reihenmotor (Viertakt)          | 4-Zylinder-Reihenmotor (Viertakt)          | 4-Zylinder-Reihenmotor (Viertakt)                                                                | 4-Zylinder-Reihenmotor (Viertakt)                                                                | 4-Zylinder-Reihenmotor (Viertakt)                                                                | 4-Zylinder-Reihenmotor (Viertakt)                                                                | 4-Zylinder-Reihenmotor (Viertakt)                                                                | 4-Zylinder-Reihenmotor (Viertakt)                                                                | 4-Zylinder-Reihenmotor (Viertakt)                                                                | 4-Zylinder-Reihenmotor (Viertakt)                                                                | 4-Zylinder-Reihenmotor (Viertakt)                                                                | 4-Zylinder-Reihenmotor (Viertakt)                                                                |
| Hubraum:                                   | 988 cm³                                    | 1189 cm³                                   | 1189 cm³                                                                                         | 1299 cm³                                                                                         | 1595 cm³                                                                                         | 1595 cm³                                                                                         | 1595 cm³                                                                                         | 1595 cm³                                                                                         | 1595 cm³                                                                                         | 1770 cm³                                                                                         | 1770 cm³                                                                                         | 1770 cm³                                                                                         |
| Bohrung × Hub:                             | 73 × 59 mm                                 | 73 × 71 mm                                 | 73 × 71 mm                                                                                       | 73 × 77,6 mm                                                                                     | 83 × 73,7 mm                                                                                     | 83 × 73,7 mm                                                                                     | 83 × 73,7 mm                                                                                     | 83 × 73,7 mm                                                                                     | 83 × 73,7 mm                                                                                     | 85 × 78 mm                                                                                       | 85 × 78 mm                                                                                       | 85 × 78 mm                                                                                       |
| Leistung bei 1/min:                        | 28 kW (37 PS) bei 4600                     | 37 kW (48 PS) bei 4800                     | 40 kW (55 PS) bei 4800                                                                           | 49 kW (67 PS) bei 5200                                                                           | 71 kW (96 PS) bei 5600                                                                           | 81 kW (110 PS) bei 6000                                                                          | 74 kW (100 PS) bei 6000                                                                          | 78 kW (105 PS) bei 6200                                                                          | 84 kW (115 PS) bei 6200                                                                          | 78 kW (105 PS) bei 6000                                                                          | 84 kW (115 PS) bei 6000                                                                          | 92 kW (125 PS) bei 6200                                                                          |
| Max. Drehmoment bei 1/min:                 | 70 Nm bei 2400                             | 86 Nm bei 2400                             | 91 Nm bei 3600                                                                                   | 108 Nm bei 2800                                                                                  | 141 Nm bei 3600                                                                                  | 146 Nm bei 4000                                                                                  | 138 Nm bei 4000                                                                                  | 141 Nm bei 4200                                                                                  | 149 Nm bei 4400                                                                                  | 153 Nm bei 3600                                                                                  | 158 Nm bei 4000                                                                                  | 163 Nm bei 3600                                                                                  |
| Verdichtung:                               | nicht angegeben                            | nicht angegeben                            | nicht angegeben                                                                                  | nicht angegeben                                                                                  | nicht angegeben                                                                                  | nicht angegeben                                                                                  | nicht angegeben                                                                                  | nicht angegeben                                                                                  | nicht angegeben                                                                                  | nicht angegeben                                                                                  | nicht angegeben                                                                                  | nicht angegeben                                                                                  |
| Gemischaufbereitung:                       | 1 Fallstromvergaser                        | 1 Fallstromvergaser                        | 1 Fallstrom-Doppelvergaser SSS: 2 SU-Horizontalvergaser, SSS-E: Elektronische Bosch-Einspritzung | 1 Fallstrom-Doppelvergaser SSS: 2 SU-Horizontalvergaser, SSS-E: Elektronische Bosch-Einspritzung | 1 Fallstrom-Doppelvergaser SSS: 2 SU-Horizontalvergaser, SSS-E: Elektronische Bosch-Einspritzung | 1 Fallstrom-Doppelvergaser SSS: 2 SU-Horizontalvergaser, SSS-E: Elektronische Bosch-Einspritzung | 1 Fallstrom-Doppelvergaser SSS: 2 SU-Horizontalvergaser, SSS-E: Elektronische Bosch-Einspritzung | 1 Fallstrom-Doppelvergaser SSS: 2 SU-Horizontalvergaser, SSS-E: Elektronische Bosch-Einspritzung | 1 Fallstrom-Doppelvergaser SSS: 2 SU-Horizontalvergaser, SSS-E: Elektronische Bosch-Einspritzung | 1 Fallstrom-Doppelvergaser SSS: 2 SU-Horizontalvergaser, SSS-E: Elektronische Bosch-Einspritzung | 1 Fallstrom-Doppelvergaser SSS: 2 SU-Horizontalvergaser, SSS-E: Elektronische Bosch-Einspritzung | 1 Fallstrom-Doppelvergaser SSS: 2 SU-Horizontalvergaser, SSS-E: Elektronische Bosch-Einspritzung |
| Ventilsteuerung:                           | OHV, Kette                                 | OHV, Kette                                 | OHV, Kette                                                                                       | OHV, Kette                                                                                       | OHV, Kette                                                                                       | OHV, Kette                                                                                       | OHC, Kette                                                                                       | OHC, Kette                                                                                       | OHC, Kette                                                                                       | OHC, Kette                                                                                       | OHC, Kette                                                                                       | OHC, Kette                                                                                       |
| Kühlung:                                   | Wasserkühlung                              | Wasserkühlung                              | Wasserkühlung                                                                                    | Wasserkühlung                                                                                    | Wasserkühlung                                                                                    | Wasserkühlung                                                                                    | Wasserkühlung                                                                                    | Wasserkühlung                                                                                    | Wasserkühlung                                                                                    | Wasserkühlung                                                                                    | Wasserkühlung                                                                                    | Wasserkühlung                                                                                    |
| Getriebe:                                  | 3-Gang-Getriebe                            | 3-Gang-Getriebe                            | 3-Gang-Getriebe                                                                                  | 3- oder 4-Gang-Getriebe a.W. Dreigang-Automatik                                                  | 3- oder 4-Gang-Getriebe a.W. Dreigang-Automatik                                                  | 3- oder 4-Gang-Getriebe a.W. Dreigang-Automatik                                                  | 3-, 4- oder 5-Gang-Getriebe a.W. Dreigang-Automatik                                              | 3-, 4- oder 5-Gang-Getriebe a.W. Dreigang-Automatik                                              | 3-, 4- oder 5-Gang-Getriebe a.W. Dreigang-Automatik                                              | 3-, 4- oder 5-Gang-Getriebe a.W. Dreigang-Automatik                                              | 3-, 4- oder 5-Gang-Getriebe a.W. Dreigang-Automatik                                              | 3-, 4- oder 5-Gang-Getriebe a.W. Dreigang-Automatik                                              |
| Radaufhängung vorn:                        | Querlenkerachse, Schraubenfedern           | Querlenkerachse, Schraubenfedern           | Querlenkerachse, Schraubenfedern                                                                 | Querlenkerachse, Schraubenfedern                                                                 | Querlenkerachse, Schraubenfedern                                                                 | je zwei ungleich lange Dreieckslenker, Schraubenfedern                                           | je zwei ungleich lange Dreieckslenker, Schraubenfedern                                           | je zwei ungleich lange Dreieckslenker, Schraubenfedern                                           | je zwei ungleich lange Dreieckslenker, Schraubenfedern                                           | je zwei ungleich lange Dreieckslenker, Schraubenfedern                                           | je zwei ungleich lange Dreieckslenker, Schraubenfedern                                           | je zwei ungleich lange Dreieckslenker, Schraubenfedern                                           |
| Radaufhängung hinten:                      | Starrachse, halbelliptische Blattfedern    | Starrachse, halbelliptische Blattfedern    | Starrachse, halbelliptische Blattfedern                                                          | Starrachse, halbelliptische Blattfedern                                                          | Querlenkerachse, Schraubenfedern (Kombi: Starrachse, halbelliptische Blattfedern)                | Querlenkerachse, Schraubenfedern (Kombi: Starrachse, halbelliptische Blattfedern)                | Querlenkerachse, Schraubenfedern (Kombi: Starrachse, halbelliptische Blattfedern)                | Querlenkerachse, Schraubenfedern (Kombi: Starrachse, halbelliptische Blattfedern)                | Querlenkerachse, Schraubenfedern (Kombi: Starrachse, halbelliptische Blattfedern)                | Querlenkerachse, Schraubenfedern (Kombi: Starrachse, halbelliptische Blattfedern)                | Querlenkerachse, Schraubenfedern (Kombi: Starrachse, halbelliptische Blattfedern)                | Querlenkerachse, Schraubenfedern (Kombi: Starrachse, halbelliptische Blattfedern)                |
| Lenkung:                                   | Schneckenlenkung                           | Schneckenlenkung                           | Schneckenlenkung                                                                                 | Kugelumlauflenkung                                                                               | Kugelumlauflenkung                                                                               | Kugelumlauflenkung                                                                               | Kugelumlauflenkung                                                                               | Kugelumlauflenkung                                                                               | Kugelumlauflenkung                                                                               | Kugelumlauflenkung                                                                               | Kugelumlauflenkung                                                                               | Kugelumlauflenkung                                                                               |
| Karosserie:                                | Stahlblech, auf Kastenrahmen               | Stahlblech, auf Kastenrahmen               | Stahlblech, auf Kastenrahmen                                                                     | Stahlblech, selbsttragend                                                                        | Stahlblech, selbsttragend                                                                        | Stahlblech, selbsttragend                                                                        | Stahlblech, selbsttragend                                                                        | Stahlblech, selbsttragend                                                                        | Stahlblech, selbsttragend                                                                        | Stahlblech, selbsttragend                                                                        | Stahlblech, selbsttragend                                                                        | Stahlblech, selbsttragend                                                                        |
| Spurweite vorn/hinten:                     | 1210/1190 mm                               | 1210/1190 mm                               | 1210/1190 mm                                                                                     | 1210/1200 mm                                                                                     | 1210/1200 mm                                                                                     | 1280/1280 mm                                                                                     | 1280/1280 mm                                                                                     | 1310/1320 mm                                                                                     | 1310/1320 mm                                                                                     | 1310/1320 mm                                                                                     | 1310/1320 mm                                                                                     | 1310/1320 mm                                                                                     |
| Radstand:                                  | 2280 mm                                    | 2280 mm                                    | 2280 mm                                                                                          | 2380 mm                                                                                          | 2420 mm                                                                                          | 2420 mm                                                                                          | 2500 mm                                                                                          | 2500 mm                                                                                          | 2500 mm                                                                                          | 2500 mm                                                                                          | 2500 mm                                                                                          | 2500 mm                                                                                          |
| Länge:                                     | 3860–3915 mm                               | 3860–3915 mm                               | 3860–3915 mm                                                                                     | 4000 mm                                                                                          | 4120–4165 mm                                                                                     | 4120–4165 mm                                                                                     | 4215–4280 mm                                                                                     | 4215–4280 mm                                                                                     | 4215–4280 mm                                                                                     | 4215–4280 mm                                                                                     | 4215–4280 mm                                                                                     | 4215–4280 mm                                                                                     |
| Leergewicht:                               | 900–960 kg                                 | 900–960 kg                                 | 900–960 kg                                                                                       | 885–960 kg                                                                                       | 930–965 kg                                                                                       | 930–965 kg                                                                                       | 955–1065 kg                                                                                      | 955–1065 kg                                                                                      | 955–1065 kg                                                                                      | 955–1065 kg                                                                                      | 955–1065 kg                                                                                      | 955–1065 kg                                                                                      |
| Höchstgeschwindigkeit:                     | 105–115 km/h                               | 128 km/h                                   | 140 km/h                                                                                         | 150 km/h                                                                                         | 160 km/h                                                                                         | 165 km/h                                                                                         | 165 km/h                                                                                         | 160 km/h                                                                                         | 165 km/h                                                                                         | 170 km/h                                                                                         | 175 km/h                                                                                         | 175 km/h                                                                                         |
| 0–100 km/h:                                | nicht angegeben                            | nicht angegeben                            | nicht angegeben                                                                                  | nicht angegeben                                                                                  | nicht angegeben                                                                                  | nicht angegeben                                                                                  | nicht angegeben                                                                                  | nicht angegeben                                                                                  | nicht angegeben                                                                                  | nicht angegeben                                                                                  | nicht angegeben                                                                                  | nicht angegeben                                                                                  |
| Verbrauch (Liter/100 Kilometer):           | 6–9 N                                      | 8,0 N                                      | 8–10 S                                                                                           | 9,5 N                                                                                            | 10,5 S                                                                                           | 10,5 S                                                                                           | 9,5 S                                                                                            | 9,5 S                                                                                            | 9,5 S                                                                                            | 9,5 S                                                                                            | 9,5 S                                                                                            | 9,5 S                                                                                            |

## Datsun Bluebird (PL 810, 1976–1979)
Beim Ende 1976 präsentierten PL810 handelte es sich um einen optisch stark überarbeiteten PL610 (Bezeichnung in den USA Datsun 810).
In Deutschland wurde der PL810 als Datsun 180B Bluebird von August 1977 bis Mai 1980 wiederum als Limousine, Coupé und Kombi mit dem bekannten 1,8-Liter-Motor verkauft, der mit Doppelvergaseranlage im Coupé mit 90 PS (66 kW) zwei Pferdestärken mehr leistete als in der Limousine. Die Preise beliefen sich 1977 auf DM 12.390 bis 13.390.
In Australien war er als Datsun 200B bekannt. Parallel dazu war er auch in Neuseeland gebaut worden, wo er je nach eingebauter Motorisierung als Datsun 160B, Datsun 180B oder Datsun 200B benannt worden war.
| Datsun Bluebird                 | 1600 (EU) | 1800 (EU) | 1800 SSS-E (EU)                                                                                                  | 2000 (Japan) | 2000i(Japan) | 810 (USA) |
| ------------------------------- | --- | --- | --- | --- | --- | --- |
| Motor:                          | 4-Zylinder-Reihenmotor (Viertakt)                                                                                | 4-Zylinder-Reihenmotor (Viertakt)                                                                                | 4-Zylinder-Reihenmotor (Viertakt)                                                                                | 4-Zylinder-Reihenmotor (Viertakt)                                                                                | 6-Zylinder-Reihenmotor (Viertakt)                                                                                | 6-Zylinder-Reihenmotor (Viertakt)                                                                                |
| Motortyp:                       | L16 | Z18 | L18E | L20 | L20E | L24E |
| Hubraum:                        | 1595 cm³ | 1770 cm³ | 1770 cm³ | 1998 cm³ | 1998 cm³ | 2393 cm³ |
| Bohrung × Hub:                  | 83 × 73,7 mm | 85 × 78 mm | 85 × 78 mm | 78 × 69,7 mm | 78 × 69,7 mm | 83 × 73,7 mm |
| Leistung bei 1/min:             | 59,5 kW (81 PS) bei 5600                                                                                         | 65 kW (88 PS) bei 5000                                                                                           | 66 kW (90 PS) bei 5800                                                                                           | 85 kW (115 PS) bei 5600                                                                                          | 95,5 kW (130 PS) bei 6000                                                                                        | 88,5 kW (120 PS) bei 5200                                                                                        |
| Max. Drehmoment bei 1/min:      | 121 Nm bei 3600                                                                                                  | 132 Nm bei 3700                                                                                                  | 152 Nm bei 3600                                                                                                  | 162 Nm bei 3600                                                                                                  | 167 Nm bei 4400                                                                                                  | 173 Nm bei 4400                                                                                                  |
| Verdichtung:                    | 8,5:1 | 8,5:1 | 8,5:1 | 8,6:1 | 8,6:1 | 8,6:1 |
| Gemischaufbereitung:            | 1 Fallstromvergaser                                                                                              | 1 Fallstromvergaser                                                                                              | Elektr. Einspritzung                                                                                             | 1 Fallstromvergaser                                                                                              | Einspritzung | Einspritzung |
| Ventilsteuerung:                | OHC, Kette, 2 Ventile pro Zylinder                                                                               | OHC, Kette, 2 Ventile pro Zylinder                                                                               | OHC, Kette, 2 Ventile pro Zylinder                                                                               | OHC, Kette, 2 Ventile pro Zylinder                                                                               | OHC, Kette, 2 Ventile pro Zylinder                                                                               | OHC, Kette, 2 Ventile pro Zylinder                                                                               |
| Kühlung:                        | Wasserkühlung | Wasserkühlung | Wasserkühlung | Wasserkühlung | Wasserkühlung | Wasserkühlung |
| Getriebe:                       | 4- oder 5-Gang-Getriebe (2000i nur Fünfganggetriebe) a.W. Dreigangautomatik Hinterradantrieb                     | 4- oder 5-Gang-Getriebe (2000i nur Fünfganggetriebe) a.W. Dreigangautomatik Hinterradantrieb                     | 4- oder 5-Gang-Getriebe (2000i nur Fünfganggetriebe) a.W. Dreigangautomatik Hinterradantrieb                     | 4- oder 5-Gang-Getriebe (2000i nur Fünfganggetriebe) a.W. Dreigangautomatik Hinterradantrieb                     | 4- oder 5-Gang-Getriebe (2000i nur Fünfganggetriebe) a.W. Dreigangautomatik Hinterradantrieb                     | 4- oder 5-Gang-Getriebe (2000i nur Fünfganggetriebe) a.W. Dreigangautomatik Hinterradantrieb                     |
| Radaufhängung vorn:             | Federbeinachse, Schraubenfedern, Stabilisator                                                                    | Federbeinachse, Schraubenfedern, Stabilisator                                                                    | Federbeinachse, Schraubenfedern, Stabilisator                                                                    | Federbeinachse, Schraubenfedern, Stabilisator                                                                    | Federbeinachse, Schraubenfedern, Stabilisator                                                                    | Federbeinachse, Schraubenfedern, Stabilisator                                                                    |
| Radaufhängung hinten:           | Starrachse, Längs- und Schräglenker, Schraubenfedern oder Einzelradaufhängung mit Schräglenkern, Schraubenfedern | Starrachse, Längs- und Schräglenker, Schraubenfedern oder Einzelradaufhängung mit Schräglenkern, Schraubenfedern | Starrachse, Längs- und Schräglenker, Schraubenfedern oder Einzelradaufhängung mit Schräglenkern, Schraubenfedern | Starrachse, Längs- und Schräglenker, Schraubenfedern oder Einzelradaufhängung mit Schräglenkern, Schraubenfedern | Starrachse, Längs- und Schräglenker, Schraubenfedern oder Einzelradaufhängung mit Schräglenkern, Schraubenfedern | Starrachse, Längs- und Schräglenker, Schraubenfedern oder Einzelradaufhängung mit Schräglenkern, Schraubenfedern |
| Bremsen:                        | Scheibenbremsen vorne, Trommelbremsen hinten, Bremskraftverstärker (Japan auch Vierrad-Trommelbremsen)           | Scheibenbremsen vorne, Trommelbremsen hinten, Bremskraftverstärker (Japan auch Vierrad-Trommelbremsen)           | Scheibenbremsen vorne, Trommelbremsen hinten, Bremskraftverstärker (Japan auch Vierrad-Trommelbremsen)           | Scheibenbremsen vorne, Trommelbremsen hinten, Bremskraftverstärker (Japan auch Vierrad-Trommelbremsen)           | Scheibenbremsen vorne, Trommelbremsen hinten, Bremskraftverstärker (Japan auch Vierrad-Trommelbremsen)           | Scheibenbremsen vorne, Trommelbremsen hinten, Bremskraftverstärker (Japan auch Vierrad-Trommelbremsen)           |
| Lenkung:                        | Kugelumlauflenkung, a.W. servounterstützt                                                                        | Kugelumlauflenkung, a.W. servounterstützt                                                                        | Kugelumlauflenkung, a.W. servounterstützt                                                                        | Kugelumlauflenkung, a.W. servounterstützt                                                                        | Kugelumlauflenkung, a.W. servounterstützt                                                                        | Kugelumlauflenkung, a.W. servounterstützt                                                                        |
| Karosserie:                     | Stahlblech, selbsttragend                                                                                        | Stahlblech, selbsttragend                                                                                        | Stahlblech, selbsttragend                                                                                        | Stahlblech, selbsttragend                                                                                        | Stahlblech, selbsttragend                                                                                        | Stahlblech, selbsttragend                                                                                        |
| Spurweite vorn/hinten:          | 1345/1350 mm | 1345/1350 mm | 1345/1350 mm | 1350/1345 mm | 1350/1345 mm | 1350/1345 mm |
| Radstand:                       | 2500 mm | 2500 mm | 2500 mm | 2650 mm | 2650 mm | 2650 mm |
| Abmessungen:                    | 4260–4385 × 1630 × 1380–1430 mm                                                                                  | 4260–4385 × 1630 × 1380–1430 mm                                                                                  | 4260–4385 × 1630 × 1380–1430 mm                                                                                  | 4445–4570 × 1630–1645 × 1375–1385 mm                                                                             | 4445–4570 × 1630–1645 × 1375–1385 mm                                                                             | 4445–4570 × 1630–1645 × 1375–1385 mm                                                                             |
| Leergewicht:                    | 1000–1050 kg | 1025–1080 kg | 1060–1075 kg | 1150 kg | 1190 kg | 1195–1275 kg |
| Höchstgeschwindigkeit (Werk):   | 160 km/h | 165 km/h | 175 km/h | 165–175 km/h | 180 km/h | 180 km/h |
| 0–100 km/h:                     | n. a. | n. a. | n. a. | n. a. | n. a. | n. a. |
| Verbrauch (Liter/100 km, Werk): | 9,5 | 9,5 | 9,5 | ca. 12–16 S | ca. 12–16 S | ca. 12–16 S |

## Datsun Bluebird (PL 910, 1979–1983)

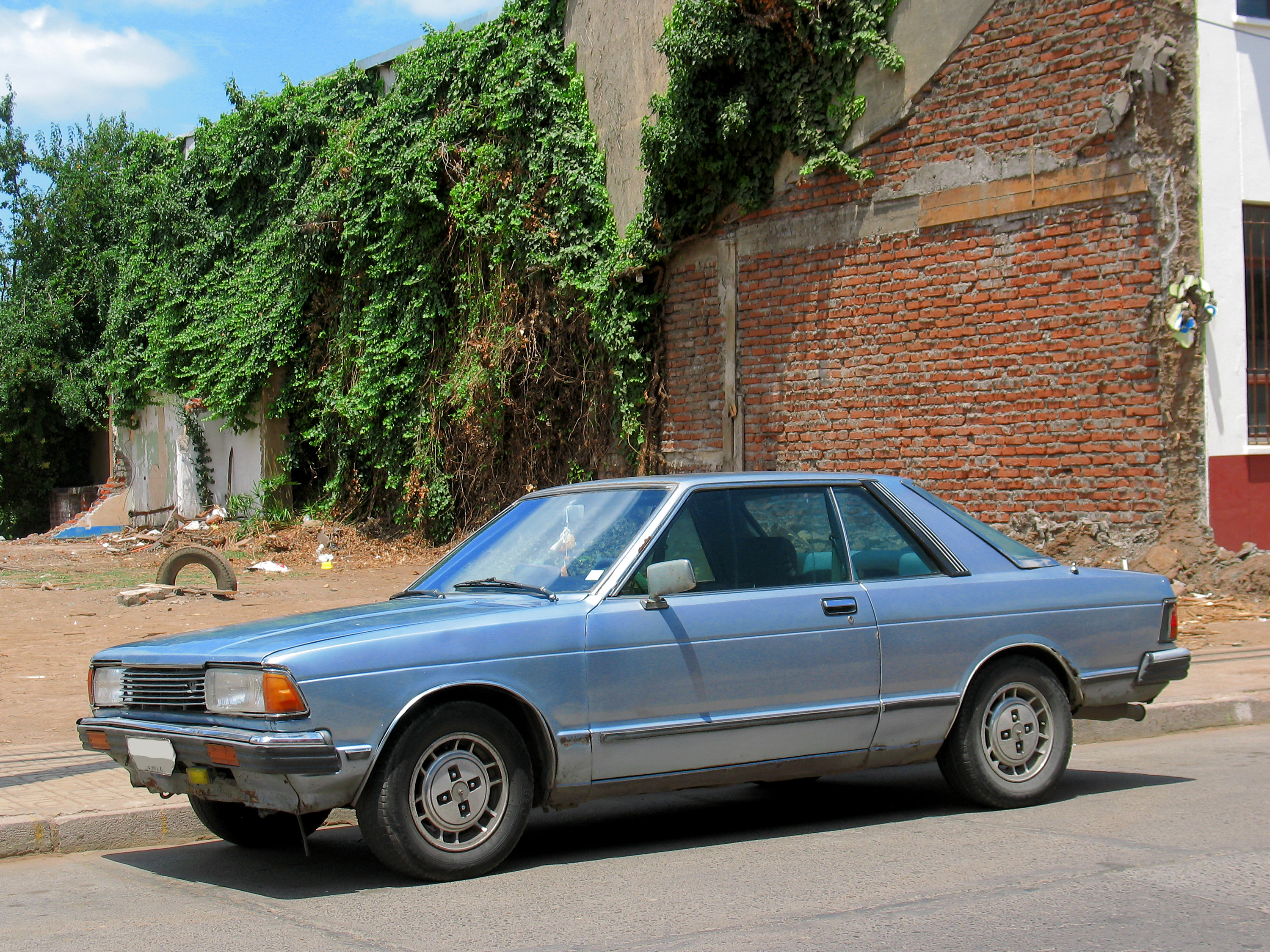
Datsun Bluebird Coupé (1981)

In Japan bereits im Herbst 1979 eingeführt, debütierte der jüngste Bluebird der Baureihe 910 im Mai 1980 in Deutschland (in den USA wieder Datsun 810).
Im Programm standen eine viertürige Limousine, ein zweitüriges Hardtop-Coupé (bis 1982) und ein fünftüriger Kombi namens Bluebird Traveller. Die Motoren wurden unverändert aus dem Vorgänger übernommen (in Japan gab es auch eine Turbo- und eine Zweiliter-Variante, im europäischen Ausland auch einen 1,6-Liter und in den USA unter der Bezeichnung Datsun Maxima auch eine Sechszylinderversion).
Anfang 1981 kam zusätzlich ein Zweiliter-Diesel mit 44 kW (60 PS) in das deutsche Programm. Die Preise lagen 1980 bei DM 13.795 bis 14.795, die Dieselvariante kostete bei Einführung ab DM 16.160.
| Datsun Bluebird                                                    | 1600 (EU) | 1800 (EU) | 1800 Turbo (Japan) | 2000 (Japan) | Maxima (USA) | Diesel (Japan) |
| ------------------------------------------------------------------ | --- | --- | --- | --- | --- | --- |
| Motor:                                                             | 4-Zylinder-Reihenmotor (Viertakt)                                                                                                 | 4-Zylinder-Reihenmotor (Viertakt)                                                                                                 | 4-Zylinder-Reihenmotor (Viertakt)                                                                                                 | 4-Zylinder-Reihenmotor (Viertakt)                                                                                                 | 6-Zylinder-Reihenmotor (Viertakt)                                                                                                 | 4-Zylinder-Reihenmotor (Viertakt)                                                                                                 |
| Motortyp:                                                          | Z16 | Z18 | Z18ET | Z20E | Z24E | Nissan 20 |
| Hubraum:                                                           | 1595 cm³ | 1770 cm³ | 1770 cm³ | 1952 cm³ | 2393 cm³ | 1952 cm³ |
| Bohrung × Hub:                                                     | 83 × 73,7 mm | 85 × 78 mm | 85 × 78 mm | 85 × 86 mm | 83 × 73,7 mm | 85 × 86 mm |
| Leistung bei 1/min:                                                | 59,5 kW (81 PS) bei 5600 | 64,5 kW (88 PS) bei 5600 | 99,5 kW (135 PS) bei 6000 | 88 kW (120 PS) bei 5600 | 89,5 kW (122 PS) bei 5200 | 48 kW (65 PS) bei 4600 |
| Max. Drehmoment bei 1/min:                                         | 121 Nm bei 3600 | 139 Nm bei 3500 | 196 Nm bei 3600 | 167 Nm bei 3600 | 175 Nm bei 3600 | 123 Nm bei 2400 |
| Verdichtung:                                                       | 8,5:1 | 8,5:1 | 8,3:1 | 8,5:1 | 8,9:1 | 22,2:1 |
| Gemischaufbereitung:                                               | 1 Fallstromvergaser | 1 Fallstromvergaser | Elektr. Einspritzung, Turbolader                                                                                                  | Einspritzung | Einspritzung | Diesel-Einspritzpumpe |
| Ventilsteuerung:                                                   | OHC, Kette, 2 Ventile pro Zylinder                                                                                                | OHC, Kette, 2 Ventile pro Zylinder                                                                                                | OHC, Kette, 2 Ventile pro Zylinder                                                                                                | OHC, Kette, 2 Ventile pro Zylinder                                                                                                | OHC, Kette, 2 Ventile pro Zylinder                                                                                                | OHC, Kette, 2 Ventile pro Zylinder                                                                                                |
| Kühlung:                                                           | Wasserkühlung | Wasserkühlung | Wasserkühlung | Wasserkühlung | Wasserkühlung | Wasserkühlung |
| Getriebe:                                                          | 4- oder 5-Gang-Getriebe (Turbo und 2000 nur Fünfganggetriebe) a.W. (außer Turbo) Dreigangautomatik Hinterradantrieb               | 4- oder 5-Gang-Getriebe (Turbo und 2000 nur Fünfganggetriebe) a.W. (außer Turbo) Dreigangautomatik Hinterradantrieb               | 4- oder 5-Gang-Getriebe (Turbo und 2000 nur Fünfganggetriebe) a.W. (außer Turbo) Dreigangautomatik Hinterradantrieb               | 4- oder 5-Gang-Getriebe (Turbo und 2000 nur Fünfganggetriebe) a.W. (außer Turbo) Dreigangautomatik Hinterradantrieb               | 4- oder 5-Gang-Getriebe (Turbo und 2000 nur Fünfganggetriebe) a.W. (außer Turbo) Dreigangautomatik Hinterradantrieb               | 4- oder 5-Gang-Getriebe (Turbo und 2000 nur Fünfganggetriebe) a.W. (außer Turbo) Dreigangautomatik Hinterradantrieb               |
| Radaufhängung vorn:                                                | Querlenker mit Zugstreben, Federbeine, Schraubenfedern                                                                            | Querlenker mit Zugstreben, Federbeine, Schraubenfedern                                                                            | Querlenker mit Zugstreben, Federbeine, Schraubenfedern                                                                            | Querlenker mit Zugstreben, Federbeine, Schraubenfedern                                                                            | Querlenker mit Zugstreben, Federbeine, Schraubenfedern                                                                            | Querlenker mit Zugstreben, Federbeine, Schraubenfedern                                                                            |
| Radaufhängung hinten:                                              | Starrachse, Längs- und Schräglenker, Schraubenfedern oder Einzelradaufhängung mit Schräglenkern, Schraubenfedern                  | Starrachse, Längs- und Schräglenker, Schraubenfedern oder Einzelradaufhängung mit Schräglenkern, Schraubenfedern                  | Starrachse, Längs- und Schräglenker, Schraubenfedern oder Einzelradaufhängung mit Schräglenkern, Schraubenfedern                  | Starrachse, Längs- und Schräglenker, Schraubenfedern oder Einzelradaufhängung mit Schräglenkern, Schraubenfedern                  | Starrachse, Längs- und Schräglenker, Schraubenfedern oder Einzelradaufhängung mit Schräglenkern, Schraubenfedern                  | Starrachse, Längs- und Schräglenker, Schraubenfedern oder Einzelradaufhängung mit Schräglenkern, Schraubenfedern                  |
| Bremsen:                                                           | Scheibenbremsen vorne, Trommelbremsen hinten, Bremskraftverstärker Turbo oder a.W.: Vierrad-Scheibenbremsen, Bremskraftverstärker | Scheibenbremsen vorne, Trommelbremsen hinten, Bremskraftverstärker Turbo oder a.W.: Vierrad-Scheibenbremsen, Bremskraftverstärker | Scheibenbremsen vorne, Trommelbremsen hinten, Bremskraftverstärker Turbo oder a.W.: Vierrad-Scheibenbremsen, Bremskraftverstärker | Scheibenbremsen vorne, Trommelbremsen hinten, Bremskraftverstärker Turbo oder a.W.: Vierrad-Scheibenbremsen, Bremskraftverstärker | Scheibenbremsen vorne, Trommelbremsen hinten, Bremskraftverstärker Turbo oder a.W.: Vierrad-Scheibenbremsen, Bremskraftverstärker | Scheibenbremsen vorne, Trommelbremsen hinten, Bremskraftverstärker Turbo oder a.W.: Vierrad-Scheibenbremsen, Bremskraftverstärker |
| Lenkung:                                                           | Zahnstangenlenkung, a.W. servounterstützt                                                                                         | Zahnstangenlenkung, a.W. servounterstützt                                                                                         | Zahnstangenlenkung, a.W. servounterstützt                                                                                         | Zahnstangenlenkung, a.W. servounterstützt                                                                                         | Zahnstangenlenkung, a.W. servounterstützt                                                                                         | Zahnstangenlenkung, a.W. servounterstützt                                                                                         |
| Karosserie:                                                        | Stahlblech, selbsttragend | Stahlblech, selbsttragend | Stahlblech, selbsttragend | Stahlblech, selbsttragend | Stahlblech, selbsttragend | Stahlblech, selbsttragend |
| Spurweite vorn/hinten:                                             | 1375/1360 mm | 1375/1360 mm | 1375/1360 mm | 1375/1360 mm | 1375/1360 mm | 1375/1360 mm |
| Radstand:                                                          | 2525 mm, Maxima: 2650 mm | 2525 mm, Maxima: 2650 mm | 2525 mm, Maxima: 2650 mm | 2525 mm, Maxima: 2650 mm | 2525 mm, Maxima: 2650 mm | 2525 mm, Maxima: 2650 mm |
| Abmessungen:                                                       | 4350–4510 (Maxima: 4660) × 1665 × 1385–1430 mm                                                                                    | 4350–4510 (Maxima: 4660) × 1665 × 1385–1430 mm                                                                                    | 4350–4510 (Maxima: 4660) × 1665 × 1385–1430 mm                                                                                    | 4350–4510 (Maxima: 4660) × 1665 × 1385–1430 mm                                                                                    | 4350–4510 (Maxima: 4660) × 1665 × 1385–1430 mm                                                                                    | 4350–4510 (Maxima: 4660) × 1665 × 1385–1430 mm                                                                                    |
| Leergewicht:                                                       | 980–1050 kg | 1015–1100 kg | 1100–1150 kg | 1105–1145 kg | 1270 kg | ab 1105 kg |
| Höchstgeschwindigkeit (Redaktions-/Werksangaben):                  | 160 km/h | 170 km/h | 180 km/h | 165 km/h | 170 km/h | 135 km/h |
| 0–100 km/h:                                                        | n. a. | n. a. | n. a. | n. a. | n. a. | n. a. |
| Verbrauch (Liter/100 Kilometer; Schätzungen oder ECE-Stadtzyklus): | 9,5 | 9,5 | ca. 11–16 S | ca. 12–16 S | n. a. | ca. 7–12 D |

## Nissan Bluebird (U 11, 1983–1986)
Der im November 1983 in Japan und im April 1984 in Deutschland eingeführte Bluebird U 11 war der erste Bluebird mit Frontantrieb. Die Zweiliter-Benzin- oder Dieselmotoren saßen quer im Bug. In Japan waren weiterhin 1,6- und 1,8-Liter-Vierzylinder, auch mit Turbolader, lieferbar. Die Preise begannen 1984 bei DM 17.200.

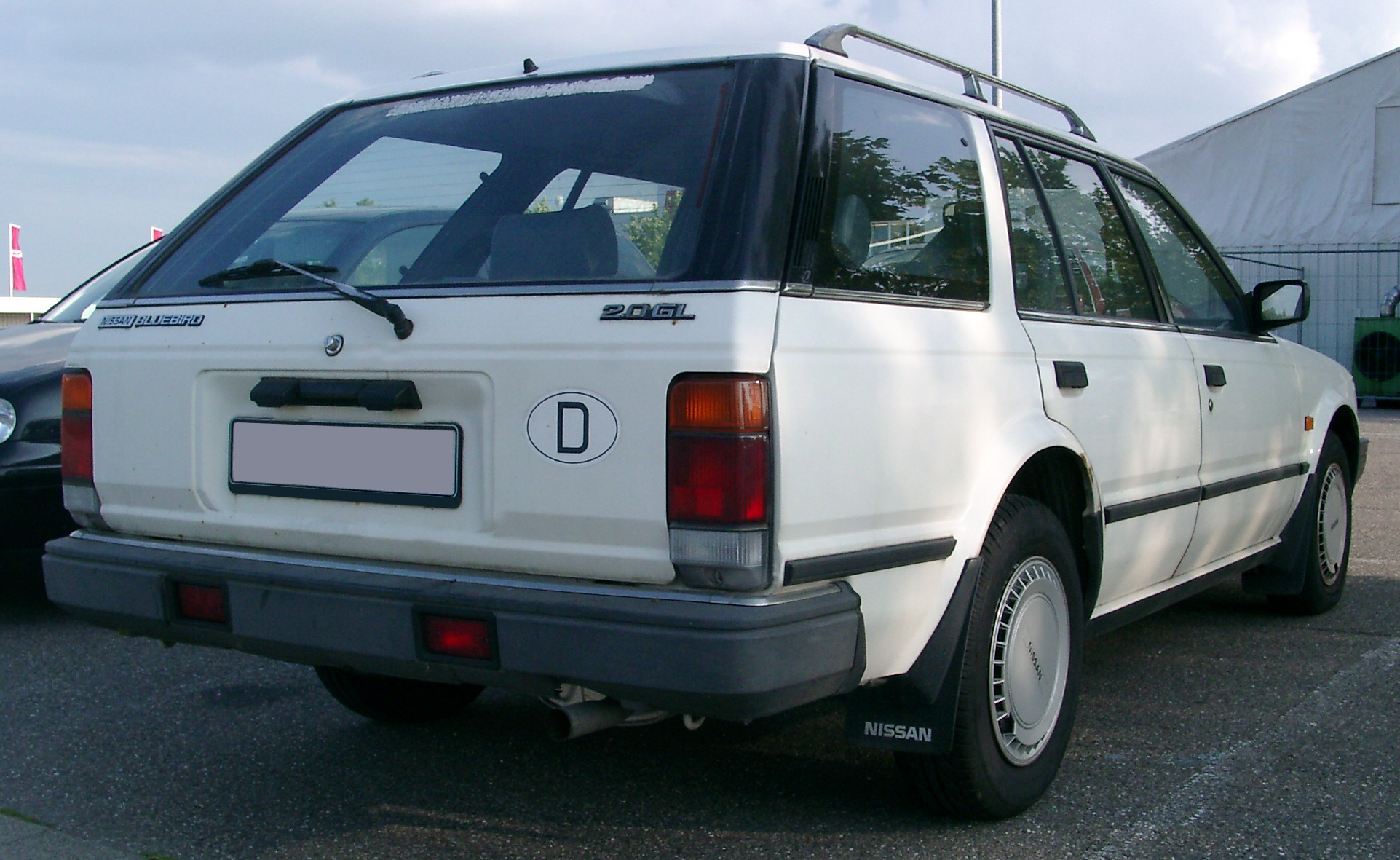
Nissan Bluebird Traveller (1983–1986)

| Nissan Bluebird (1985)           | Nissan Bluebird (1985)                                     | Nissan Bluebird (1985)                                     | Nissan Bluebird (1985)                                     | Nissan Bluebird (1985)                                     | Nissan Bluebird (1985)                                     |
| Nissan Bluebird                  | 1600                                                       | 1800 SSS                                                   | 1800 SSS Turbo                                             | 2000 (Europa)                                              | Diesel (Europa)                                            |
| -------------------------------- | ---------------------------------------------------------- | ---------------------------------------------------------- | ---------------------------------------------------------- | ---------------------------------------------------------- | ---------------------------------------------------------- |
| Motor:                           | 4-Zylinder-Reihenmotor (Viertakt)                          | 4-Zylinder-Reihenmotor (Viertakt)                          | 4-Zylinder-Reihenmotor (Viertakt)                          | 4-Zylinder-Reihenmotor (Viertakt)                          | 4-Zylinder-Reihenmotor (Viertakt)                          |
| Hubraum:                         | 1598 cm³                                                   | 1809 cm³                                                   | 1809 cm³                                                   | 1973 cm³                                                   | 1952 cm³                                                   |
| Bohrung × Hub:                   | 78 × 83,6 mm                                               | 83 × 83,6 mm                                               | 83 × 83,6 mm                                               | 84,5 × 88 mm                                               | 85 × 86 mm                                                 |
| Leistung bei 1/min:              | 66 kW (90 PS) bei 5600                                     | 85 kW (115 PS) bei 6000                                    | 99 kW (135 PS) bei 6000                                    | 77 kW (105 PS) bei 5200                                    | 43 kW (58 PS) bei 4400                                     |
| Max. Drehmoment bei 1/min:       | 136 Nm bei 2800                                            | 165 Nm bei 3600                                            | 200 Nm bei 3600                                            | 162 Nm bei 3600                                            | 113 Nm bei 2400                                            |
| Verdichtung:                     | 9,0:1                                                      | 8,8:1                                                      | 8,0:1                                                      | 9,4:1                                                      | 22,2:1                                                     |
| Gemischaufbereitung:             | 1 Doppelvergaser                                           | Elektronische Einspritzung                                 | Elektronische Einspritzung                                 | 1 Fallstromvergaser                                        | Diesel-Einspritzpumpe                                      |
| Ventilsteuerung:                 | OHC                                                        | OHC                                                        | OHC                                                        | OHC                                                        | OHC                                                        |
| Kühlung:                         | Wasserkühlung                                              | Wasserkühlung                                              | Wasserkühlung                                              | Wasserkühlung                                              | Wasserkühlung                                              |
| Getriebe:                        | 5-Gang-Getriebe a.W. Dreigang-Automatik Frontantrieb       | 5-Gang-Getriebe a.W. Dreigang-Automatik Frontantrieb       | 5-Gang-Getriebe a.W. Dreigang-Automatik Frontantrieb       | 5-Gang-Getriebe a.W. Dreigang-Automatik Frontantrieb       | 5-Gang-Getriebe a.W. Dreigang-Automatik Frontantrieb       |
| Radaufhängung vorn:              | Querlenkerachse, Schraubenfedern                           | Querlenkerachse, Schraubenfedern                           | Querlenkerachse, Schraubenfedern                           | Querlenkerachse, Schraubenfedern                           | Querlenkerachse, Schraubenfedern                           |
| Radaufhängung hinten:            | Querlenkerachse, Schraubenfedern                           | Querlenkerachse, Schraubenfedern                           | Querlenkerachse, Schraubenfedern                           | Querlenkerachse, Schraubenfedern                           | Querlenkerachse, Schraubenfedern                           |
| Lenkung:                         | n. a.                                                      | n. a.                                                      | n. a.                                                      | n. a.                                                      | n. a.                                                      |
| Karosserie:                      | Stahlblech, selbsttragend                                  | Stahlblech, selbsttragend                                  | Stahlblech, selbsttragend                                  | Stahlblech, selbsttragend                                  | Stahlblech, selbsttragend                                  |
| Spurweite vorn/hinten:           | 1455–1460/1445–1450 mm                                     | 1455–1460/1445–1450 mm                                     | 1455–1460/1445–1450 mm                                     | 1455–1460/1445–1450 mm                                     | 1455–1460/1445–1450 mm                                     |
| Radstand:                        | 2550 mm                                                    | 2550 mm                                                    | 2550 mm                                                    | 2550 mm                                                    | 2550 mm                                                    |
| Abmessungen:                     | Europa: 4360 × 1690 × 1400 mm Japan: 4500 × 1690 × 1395 mm | Europa: 4360 × 1690 × 1400 mm Japan: 4500 × 1690 × 1395 mm | Europa: 4360 × 1690 × 1400 mm Japan: 4500 × 1690 × 1395 mm | Europa: 4360 × 1690 × 1400 mm Japan: 4500 × 1690 × 1395 mm | Europa: 4360 × 1690 × 1400 mm Japan: 4500 × 1690 × 1395 mm |
| Leergewicht:                     | 955 kg                                                     | 1075 kg                                                    | 1170 kg                                                    | 1125 kg                                                    | 1210 kg                                                    |
| Höchstgeschwindigkeit:           | 160 km/h                                                   | 170 km/h                                                   | 180 km/h                                                   | 175 km/h                                                   | 140 km/h                                                   |
| 0–100 km/h:                      | nicht angegeben                                            | nicht angegeben                                            | nicht angegeben                                            | 10,9 s                                                     | 19,5 s                                                     |
| Verbrauch (Liter/100 Kilometer): | 6,8 N                                                      | 8,9 N                                                      | 8,9 N                                                      | 8,2 S                                                      | 7,4 D                                                      |

## Nissan Bluebird (T 12 / T 72, 1985–1990)
Der Bluebird der Baureihe T 12 war die in Großbritannien von der Nissan Motor Manufacturing (UK) Ltd. bei Washington hergestellte Europa-Variante des mit dem Bluebird verwandten Nissan Stanza. Sie kam im Dezember 1985 auf den japanischen Markt.
Die Einführung auf dem deutschen Markt erfolgte im März 1986. Die Technik entsprach dem Bluebird U 11. Neu im Angebot war eine fünftürige Schräghecklimousine.
Im November 1988 erfolgte ein Facelift (T 72). Ab Frühjahr 1989 wurde als Spitzenmodell der Bluebird Grand Prix mit 2-Liter-8V-Motor und 75 kW / 102 PS oder 1,8-Liter-16V-Motor und 93 kW / 129 PS angeboten (ab DM 27.345).
Im Oktober 1990 wurde der Bluebird in Europa durch den Nissan Primera ersetzt.
In Taiwan wurde die europäische Version des Bluebird unter dem Namen Yue Loong Feeling hergestellt. Es gab zwei Generationen, die sich nur wenig unterschieden. YLN-101 war als viertürige Limousine sowie als fünftüriger Kombi und auch mit Schrägheck erhältlich. Vom Interior und dem Design entsprachen diese Modelle denen, die in Europa angeboten wurden. Parallel dazu gab es von 1986 an auch das Sport- und Luxusmodell der Modellserie, den YLN-102. Besonderheiten waren die luxuriöse Innenausstattung, die vom japanischen Stanza übernommen wurde und das aggressive Design der YLN-102-Generationsmodelle. So waren die Frontscheinwerfer im oberen Teil zur Fahrzeugaußenseite zu 45° abgewinkelt um ein sportlicheres Aussehen zu bewirken. Des Weiteren verwendete Yulon beim YLN-102 abgedunkelte Leuchten am Heck, die mit Plastikabdeckung zusätzlich das Fahrzeug in Zusammenhang mit den Rädern und dem Heckspoiler aggressiver wirken ließen. Ein ähnliches Design wandte Ford auch später bei seinen Mustangs an.

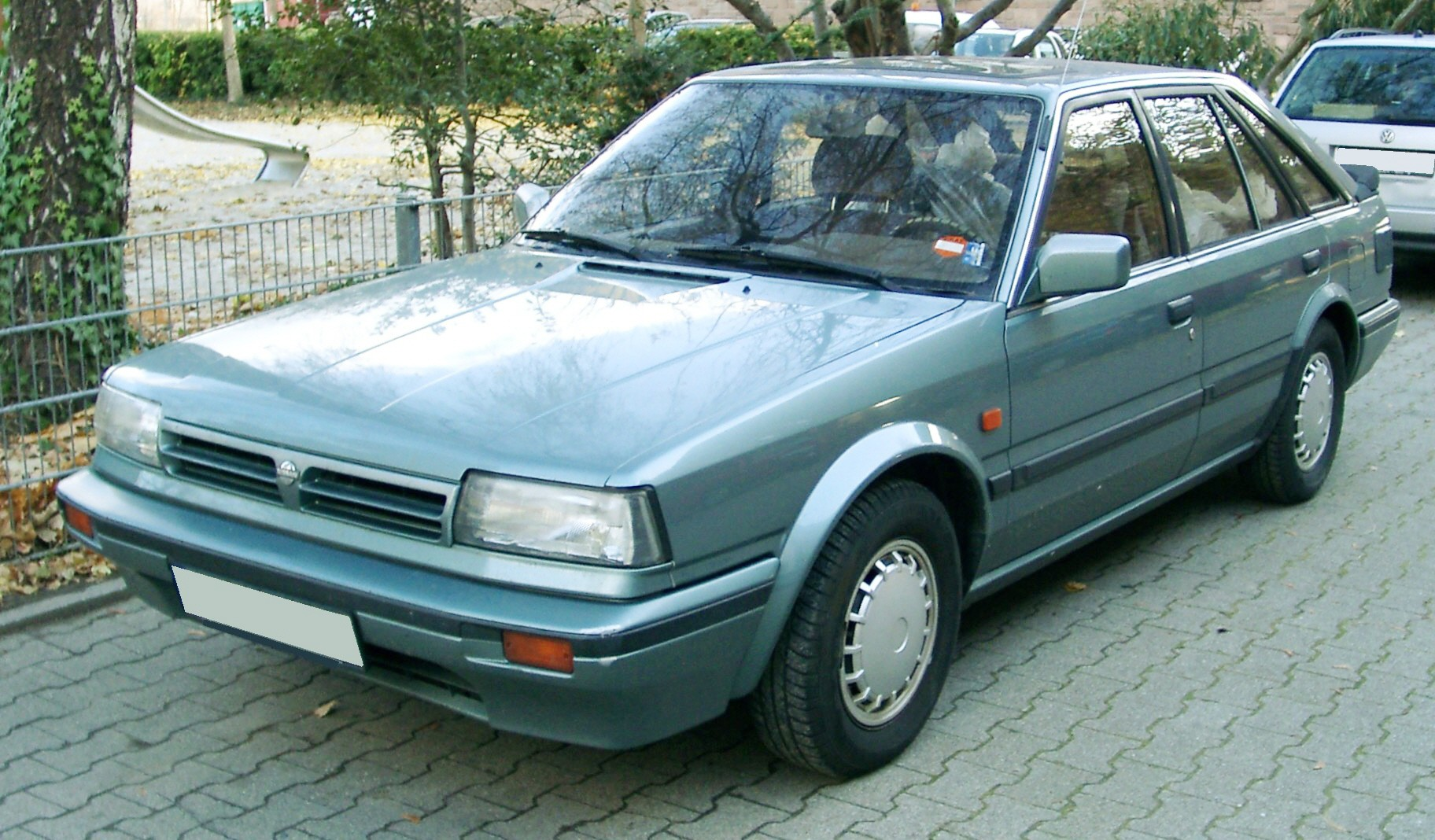
Nissan Bluebird Schrägheck (1988–1990)
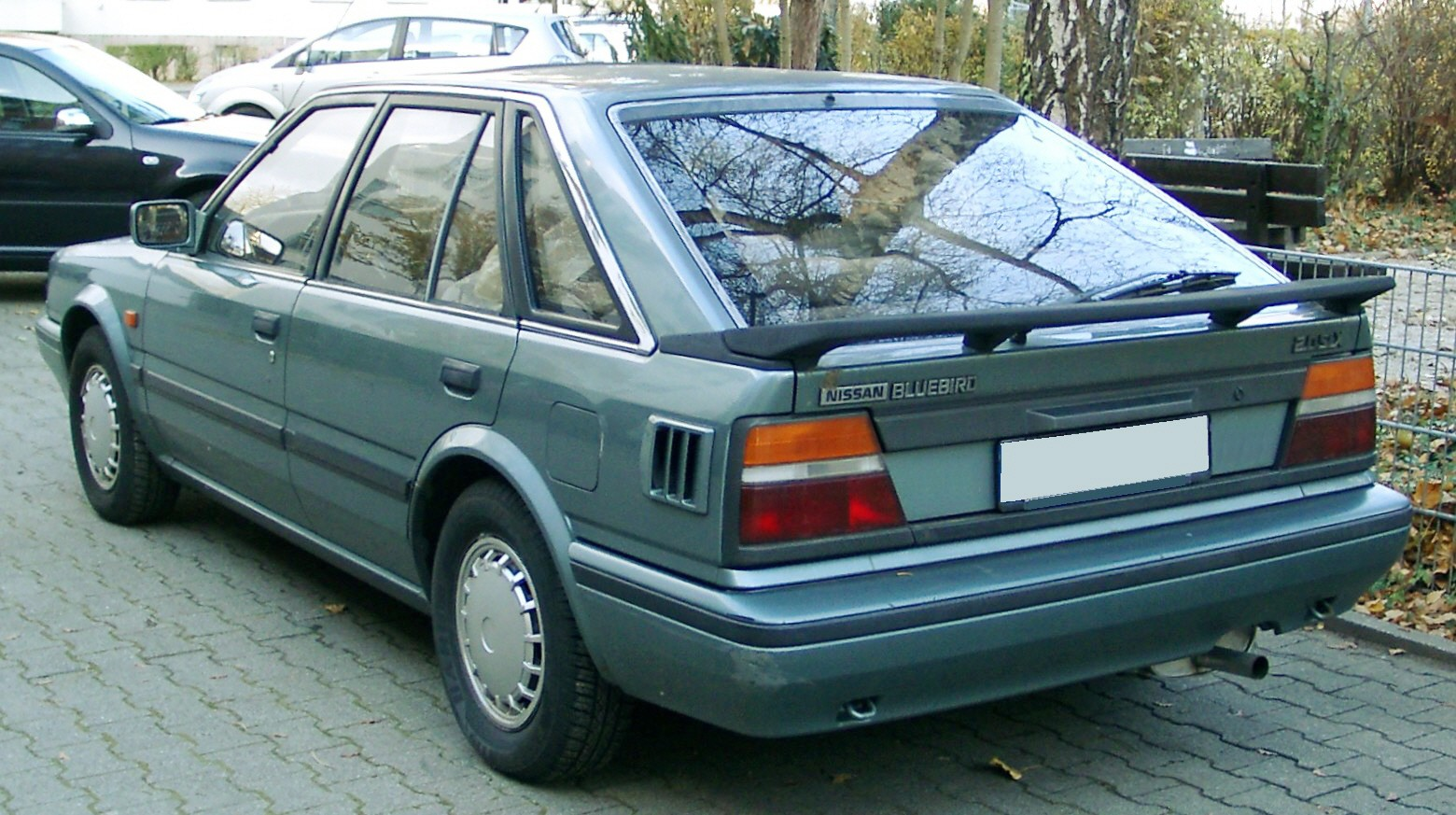
Heckansicht
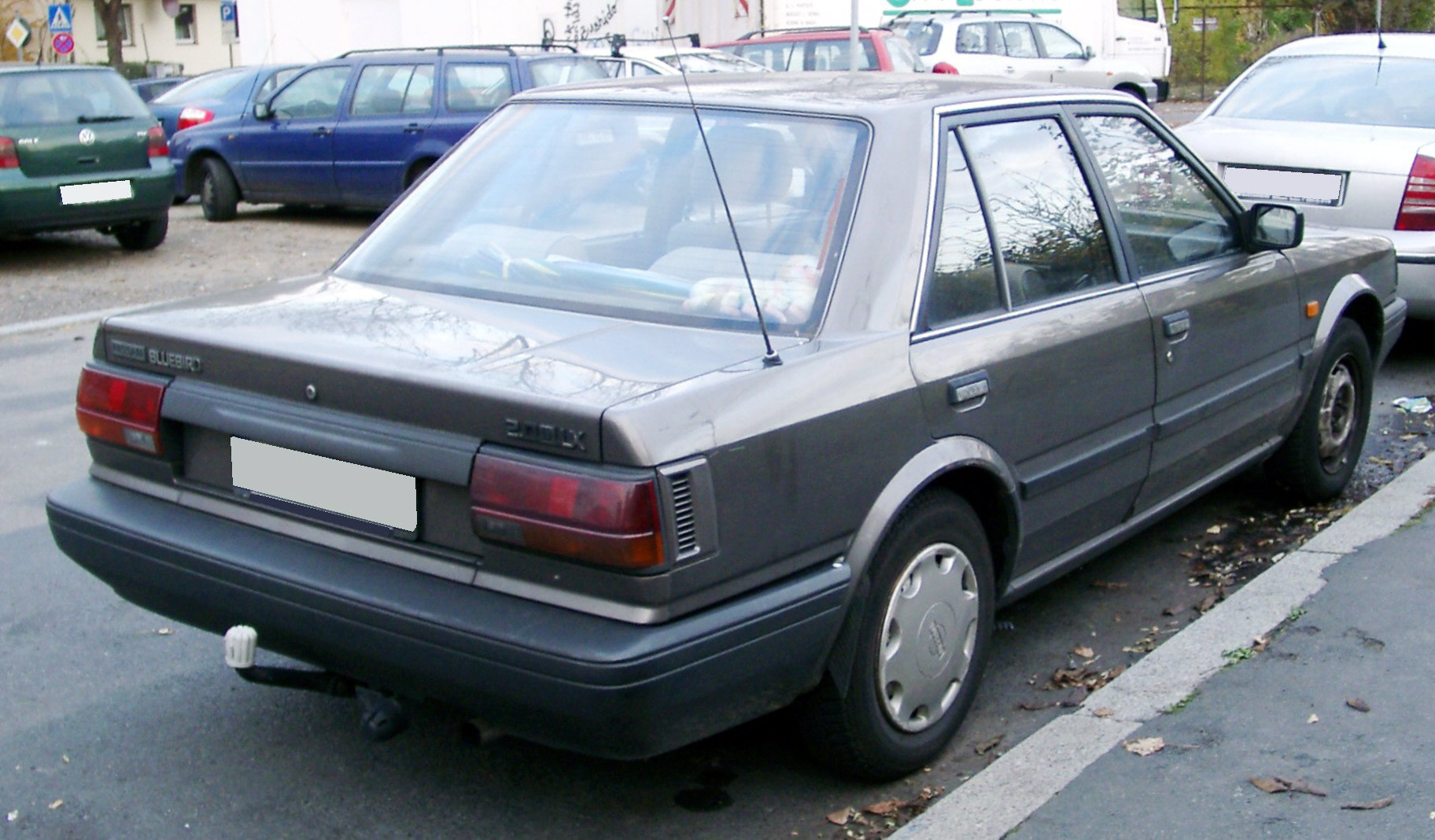
Nissan Bluebird Stufenheck (1988–1990)
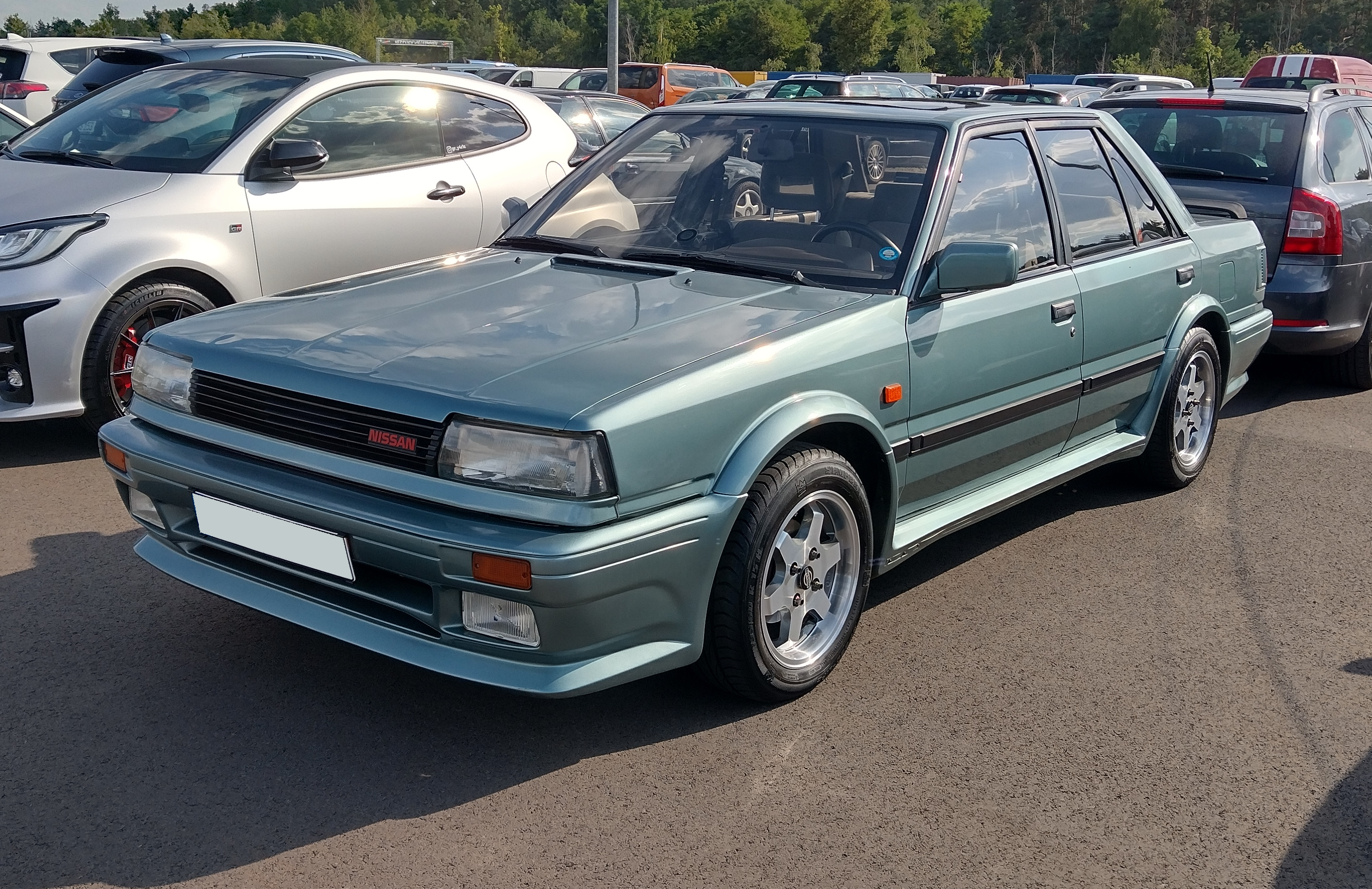
Nissan Bluebird Grand Prix (1989–1990)
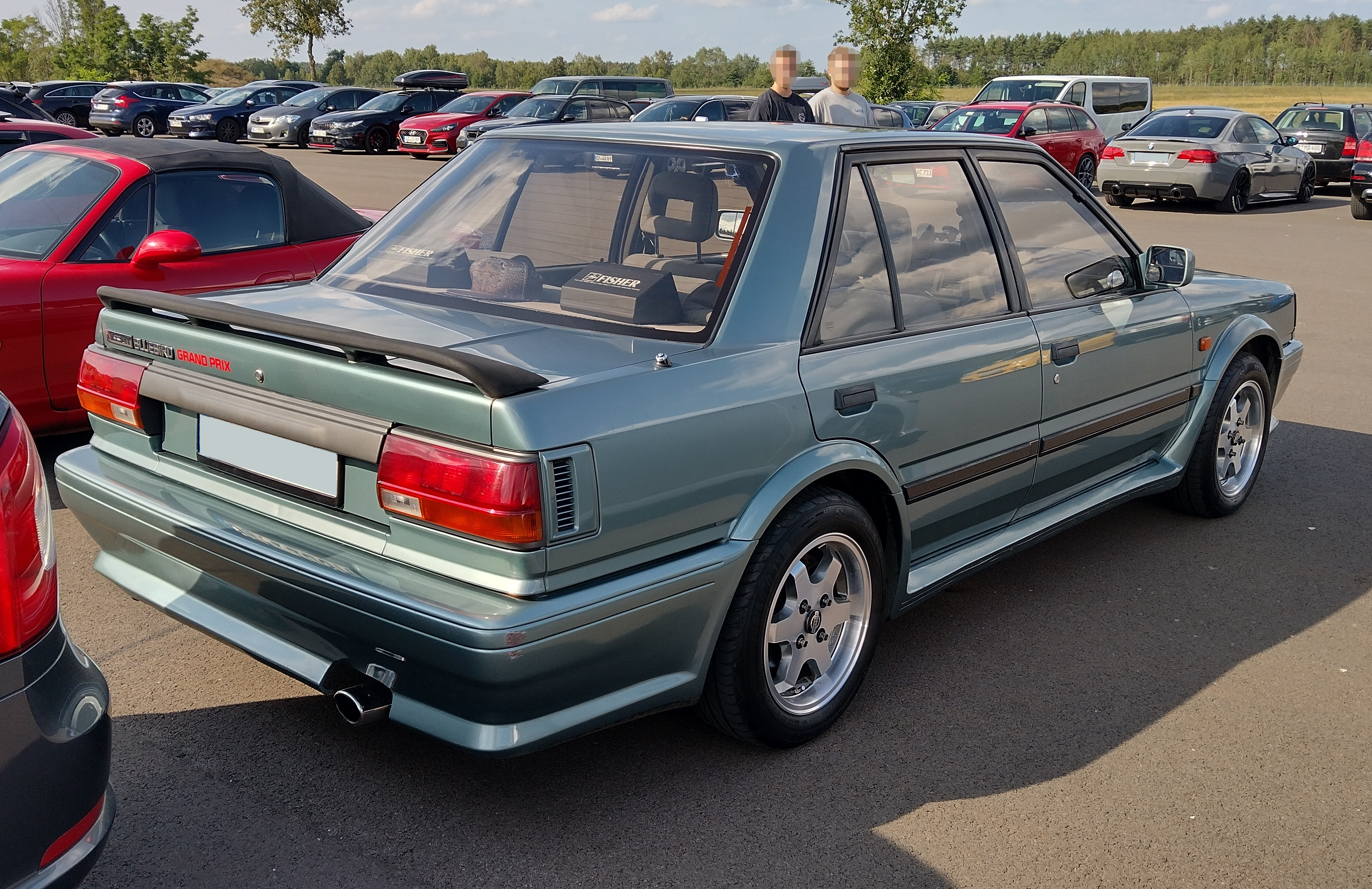
Heckansicht

## Nissan Bluebird (U 12, 1987–1991)
Während der U 11 in Europa durch eine Ableitung des Nissan Stanza, was an der Typnummer T 12 erkennbar ist, ersetzt wurde, gab es in Japan und anderen Ländern einen „echten“ neuen Bluebird mit der Typnummer U 12. Dabei handelte es sich um einen überarbeiteten U 11, der als Stufen- und Schräghecklimousine und Kombi, in Japan auch als Hardtop-Limousine ohne B-Säulen, verkauft wurde. In Australien wurde der U 12 als zweite Generation des Nissan Pintara, in den USA als Nissan Stanza angeboten. Die Motoren reichten von 1,6 bis 2,4 Liter Hubraum, erstmals gab es auch Ausführungen mit Allradantrieb.

## Nissan Bluebird (U 13, 1991–1997)
Der Bluebird U 13 blieb Japan, Asien und (bis 1992 wiederum unter der Bezeichnung Nissan Stanza, abgelöst vom Nissan Altima) den USA vorbehalten. Den U 13 gab es nur noch als viertürige Limousine mit oder (als Bluebird ARX) ohne B-Säulen, mit Vierzylindern von 1,6 bis zwei Litern Hubraum und mit Front- oder Allradantrieb. Während der reguläre Bluebird eher kantig geformt war, besaß der ARX rundlichere Linien.
Der Bluebird U 13 wird seit etwa 2001 von Dongfeng Motor Corporation in China in weiterentwickelter Form in Lizenz gebaut.
| Technische Daten Nissan Bluebird 1995 | Technische Daten Nissan Bluebird 1995                                                                          | Technische Daten Nissan Bluebird 1995                                                                          | Technische Daten Nissan Bluebird 1995                                                                          | Technische Daten Nissan Bluebird 1995                                                                          | Technische Daten Nissan Bluebird 1995                                                                          | Technische Daten Nissan Bluebird 1995                                                                          |
| Nissan Bluebird                       | 1600 | 1800 | 2400 | 2000 | 2000 Turbo 4 × 4                                                                                               | Diesel |
| ------------------------------------- | --- | --- | --- | --- | --- | --- |
| Motor:                                | 4-Zylinder-Reihenmotor (Viertakt)                                                                              | 4-Zylinder-Reihenmotor (Viertakt)                                                                              | 4-Zylinder-Reihenmotor (Viertakt)                                                                              | 4-Zylinder-Reihenmotor (Viertakt)                                                                              | 4-Zylinder-Reihenmotor (Viertakt)                                                                              | 4-Zylinder-Reihenmotor (Viertakt)                                                                              |
| Hubraum:                              | 1596 cm³ | 1838 cm³ | 2389 cm³ | 1998 cm³ | 1998 cm³ | 1973 cm³ |
| Motortyp:                             | n. a. cm³ | SR18DE cm³ | KA24DE | SR20DE cm³ | SR20DET | CD20 |
| Bohrung × Hub:                        | 76 × 88 mm | 82,5 × 86 mm                                                                                                   | 89 × 96 mm | 86 × 86 mm | 86 × 86 mm | 84,5 × 88 mm                                                                                                   |
| Leistung bei 1/min:                   | 71 kW (97 PS) bei 6000                                                                                         | 92 kW (125 PS) bei 6000                                                                                        | 112 kW (152 PS) bei 5600                                                                                       | 107 kW (145 PS) bei 6400                                                                                       | 154 kW (210 PS) bei 6000                                                                                       | 56 kW (76 PS) bei 4800                                                                                         |
| Max. Drehmoment bei 1/min:            | 132 Nm bei 4000                                                                                                | 157 Nm bei 4800                                                                                                | 209 Nm bei 4400                                                                                                | 179 Nm bei 4800                                                                                                | 275 Nm bei 4000                                                                                                | 132 Nm bei 2800                                                                                                |
| Verdichtung:                          | 9,5:1 | 10:1 | 9,2:1 | 9,5:1 | 8,5:1 | 22,2:1 |
| Gemischaufbereitung:                  | Elektronische Einspritzung                                                                                     | Elektronische Einspritzung                                                                                     | Elektronische Einspritzung                                                                                     | Elektronische Einspritzung                                                                                     | Elektr. Einspritzung Turbolader, Ladeluftkühler                                                                | Diesel-Einspritzpumpe                                                                                          |
| Ventilsteuerung:                      | DOHC, Antrieb über Kette, 4 Ventile pro Zylinder                                                               | DOHC, Antrieb über Kette, 4 Ventile pro Zylinder                                                               | DOHC, Antrieb über Kette, 4 Ventile pro Zylinder                                                               | DOHC, Antrieb über Kette, 4 Ventile pro Zylinder                                                               | DOHC, Antrieb über Kette, 4 Ventile pro Zylinder                                                               | OHC, Antrieb über Zahnriemen                                                                                   |
| Kühlung:                              | Wasserkühlung                                                                                                  | Wasserkühlung                                                                                                  | Wasserkühlung                                                                                                  | Wasserkühlung                                                                                                  | Wasserkühlung                                                                                                  | Wasserkühlung                                                                                                  |
| Getriebe:                             | 5-Gang-Getriebe a.W. Viergang-Automatik Frontantrieb, 1800, 2000 und Diesel a.W. (Turbo nur) mit Allradantrieb | 5-Gang-Getriebe a.W. Viergang-Automatik Frontantrieb, 1800, 2000 und Diesel a.W. (Turbo nur) mit Allradantrieb | 5-Gang-Getriebe a.W. Viergang-Automatik Frontantrieb, 1800, 2000 und Diesel a.W. (Turbo nur) mit Allradantrieb | 5-Gang-Getriebe a.W. Viergang-Automatik Frontantrieb, 1800, 2000 und Diesel a.W. (Turbo nur) mit Allradantrieb | 5-Gang-Getriebe a.W. Viergang-Automatik Frontantrieb, 1800, 2000 und Diesel a.W. (Turbo nur) mit Allradantrieb | 5-Gang-Getriebe a.W. Viergang-Automatik Frontantrieb, 1800, 2000 und Diesel a.W. (Turbo nur) mit Allradantrieb |
| Radaufhängung vorn:                   | Dreieckquerlenker, Schraubenfedern                                                                             | Dreieckquerlenker, Schraubenfedern                                                                             | Dreieckquerlenker, Schraubenfedern                                                                             | Dreieckquerlenker, Schraubenfedern                                                                             | Dreieckquerlenker, Schraubenfedern                                                                             | Dreieckquerlenker, Schraubenfedern                                                                             |
| Radaufhängung hinten:                 | Doppelquerlenker unten, Längslenker oben, Schraubenfedern                                                      | Doppelquerlenker unten, Längslenker oben, Schraubenfedern                                                      | Doppelquerlenker unten, Längslenker oben, Schraubenfedern                                                      | Doppelquerlenker unten, Längslenker oben, Schraubenfedern                                                      | Doppelquerlenker unten, Längslenker oben, Schraubenfedern                                                      | Doppelquerlenker unten, Längslenker oben, Schraubenfedern                                                      |
| Lenkung:                              | Zahnstangenlenkung, servounterstützt                                                                           | Zahnstangenlenkung, servounterstützt                                                                           | Zahnstangenlenkung, servounterstützt                                                                           | Zahnstangenlenkung, servounterstützt                                                                           | Zahnstangenlenkung, servounterstützt                                                                           | Zahnstangenlenkung, servounterstützt                                                                           |
| Karosserie:                           | Stahlblech, selbsttragend                                                                                      | Stahlblech, selbsttragend                                                                                      | Stahlblech, selbsttragend                                                                                      | Stahlblech, selbsttragend                                                                                      | Stahlblech, selbsttragend                                                                                      | Stahlblech, selbsttragend                                                                                      |
| Spurweite vorn/hinten:                | 1465/1455 mm                                                                                                   | 1465/1455 mm                                                                                                   | 1465/1455 mm                                                                                                   | 1465/1455 mm                                                                                                   | 1465/1455 mm                                                                                                   | 1465/1455 mm                                                                                                   |
| Radstand:                             | 2550 mm | 2550 mm | 2550 mm | 2550 mm | 2550 mm | 2550 mm |
| Abmessungen:                          | 4600 × 1695 × 1370–1420 mm                                                                                     | 4600 × 1695 × 1370–1420 mm                                                                                     | 4600 × 1695 × 1370–1420 mm                                                                                     | 4600 × 1695 × 1370–1420 mm                                                                                     | 4600 × 1695 × 1370–1420 mm                                                                                     | 4600 × 1695 × 1370–1420 mm                                                                                     |
| Leergewicht:                          | 1090 kg | 1140–1290 kg                                                                                                   | 1285 kg | 1165 kg | 1340–1370 kg                                                                                                   | 1195–1330 kg                                                                                                   |
| Höchstgeschwindigkeit:                | ca. 175 km/h                                                                                                   | ca. 190 km/h                                                                                                   | ca. 200 km/h                                                                                                   | ca. 205 km/h                                                                                                   | ca. 230 km/h                                                                                                   | ca. 155 km/h                                                                                                   |
| 0–100 km/h:                           | nicht angegeben                                                                                                | nicht angegeben                                                                                                | nicht angegeben                                                                                                | nicht angegeben                                                                                                | nicht angegeben                                                                                                | nicht angegeben                                                                                                |
| Verbrauch (Liter/100 Kilometer):      | ca. 7–11 S | ca. 7–11 S | ca. 7–13 S | ca. 9–18 S | ca. 9–18 S | ca. 6–9 D |

## Nissan Bluebird (U 14, 1996–2001)
Der letzte in Japan verkaufte Bluebird war der U14, ausschließlich als viertürige Stufenhecklimousine mit 1,8- oder Zweilitermotoren lieferbar.
Nach dem Auslaufen des U 14 gab es den traditionsreichen Namen Bluebird in Japan nur noch am Nissan Bluebird Sylphy, dessen erste Generation aber eine Klasse unter dem letzten Bluebird angesiedelt war; die zweite Generation ist von der Größe her mit dem U 14 vergleichbar.